# Intelectual

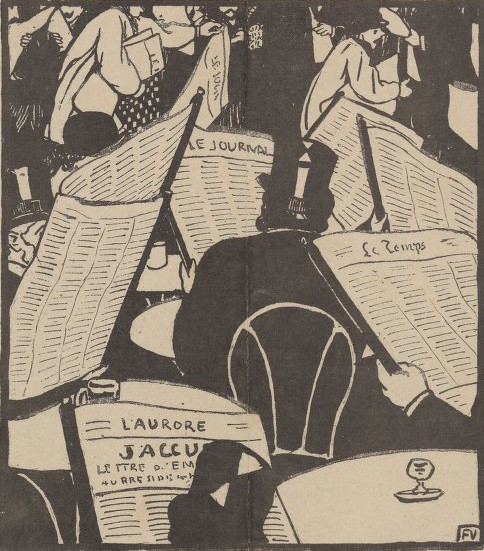
L'Age du papier, ilustración de Félix Valloton, año 1898.
En las calles de París todos leen periódicos de diversas tendencias, y uno de ellos, el famoso ejemplar
Los intelectuales (Ranc, Zola, Socie, Jaurés, Ribot, Goblet), un masón, el periódico L'Aurore, y un personaje designado como intellecte 1.º («intelecto primero»), rodean a una flor que es la cabeza Dreyfus coronada por el gorro frigio (símbolo de la República francesa), cuyas hojas son el ateísmo, la guerra a la iglesia, la impiedad, la desmoralización, la laicización, la guerra a Dios, y la anarquía. El título es Tout de même, nous avons reussi a faire pousser une belle fleur («Sea como sea, hemos conseguido hacer que crezca una bella flor»).

Intelectual o pensador/a es la persona que se dedica al estudio y la reflexión crítica sobre la realidad, y comunica sus ideas con la pretensión de influir en ella, alcanzando cierto estatus de autoridad ante la opinión pública.  Proveniente del mundo de la cultura, como creador o mediador, interviene en el mundo de la política al defender propuestas o denunciar injusticias concretas, además de producir o extender ideologías y defender unos u otros valores.
La intelectualidad es el colectivo de intelectuales, agrupados en razón de su proximidad nacional (intelectualidad española, francesa, etc.) o ideológica (intelectualidad liberal, conservadora, progresista, revolucionaria, reaccionaria, democrática, fascista, comunista, etc.).
El término fue acuñado en Francia durante el llamado affaire Dreyfus (finales del siglo XIX), inicialmente como un calificativo peyorativo que los anti-dreyfusistas (Maurice Barrès o Ferdinand Brunetière) utilizaban despectivamente para designar al conjunto de personajes de la ciencia, el arte y la cultura (Émile Zola, Octave Mirbeau, o Anatole France) que apoyaban la liberación del capitán judío Alfred Dreyfus acusado injustamente de traición. [cita requerida]
Con posterioridad, su uso se hace habitualmente con connotaciones positivas, al estar dotado socialmente de un valor de prestigio asociado a la atribución de un intelecto o inteligencia superior a quienes son identificados con el término.[cita requerida]

El factor determinante en la consideración de un pensador (filósofo, científico, escritor o artista) como intelectual es su grado de implicación o compromiso (engagement) con la realidad vital de su época. Como derivación de ello, la interferencia de los intereses y de las distintas opiniones y opciones ideológicas, políticas y sociales, hace que la aplicación del término dependa del grado de afinidad que tenga quien lo aplica con respecto al sujeto en cuestión.

Intelectual es el que se mete donde no le importa (L'intellectuel est quelqu'un qui se mêle de ce qui ne le regarde pas).
Jean Paul Sartre

En otras ocasiones, el uso del término, o la valoración del propio concepto, puede ser también negativa, identificando a la intelectualidad con el establishment.
Crítica que implica la existencia de otro tipo de intelectuales:

El real o "verdadero" intelectual es siempre un intruso [outsider], que vive en un exilio autoimpuesto, en los márgenes de la sociedad.
Edward Said

## Intelectuales delsigloXIX
En todas las épocas históricas personajes caracterizados por sus conocimientos o por su producción literaria estuvieron presentes en las cercanías del poder político, y especialmente del poder religioso, y ejercieron sus habilidades con propósitos apologéticos: tanto para sustentarlo y justificarlo como para destruirlo y construir su alternativa, papel en que destacaron en Francia los politiques del siglo XVI (guerras de religión) o los philosophes del siglo XVIII (enciclopedistas); en España los arbitristas, los novatores, los ilustrados y sus opositores castizos (golillas y manteístas); y diferentes tipos de oratores (clercs o clérigos, en su definición feudal -precedida por la función platónica reservada a los filósofos-), letrados, hombres de letras, escolares, universitarios o académicos identificados con distintas corrientes o movimientos en otros países.
Pero la Edad Contemporánea les reservó un papel notablemente diferenciado, muy vinculado al nacimiento del concepto de ideología al protagonismo histórico que alcanzan las masas, y a la función de los medios de comunicación. Además de la literatura ensayística tradicional, la prensa fue convirtiéndose en el vehículo esencial de la comunicación de los intelectuales con el público. No es casualidad que, de Franklin a Mussolini, dirigentes políticos clave hayan surgido del periodismo (profesión que, por sí misma, no otorga la condición de intelectual, como es el caso del líder fascista, caracterizado por su explícito antiintelectualismo).
Paralelamente, la contribución de los intelectuales de todos los ámbitos del arte y la cultura al movimiento obrero y a los movimientos nacionalistas fue fundamental.[cita requerida]

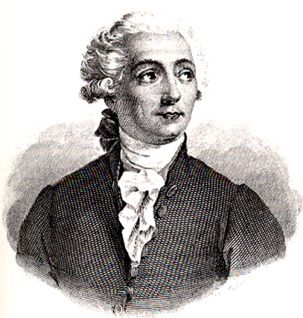
Antoine Lavoisier.
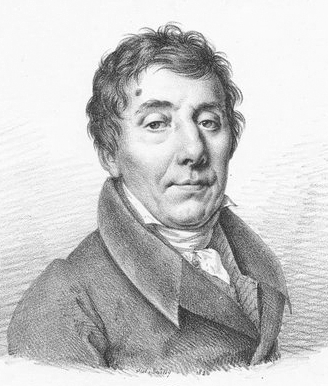
Louis de Bonald.
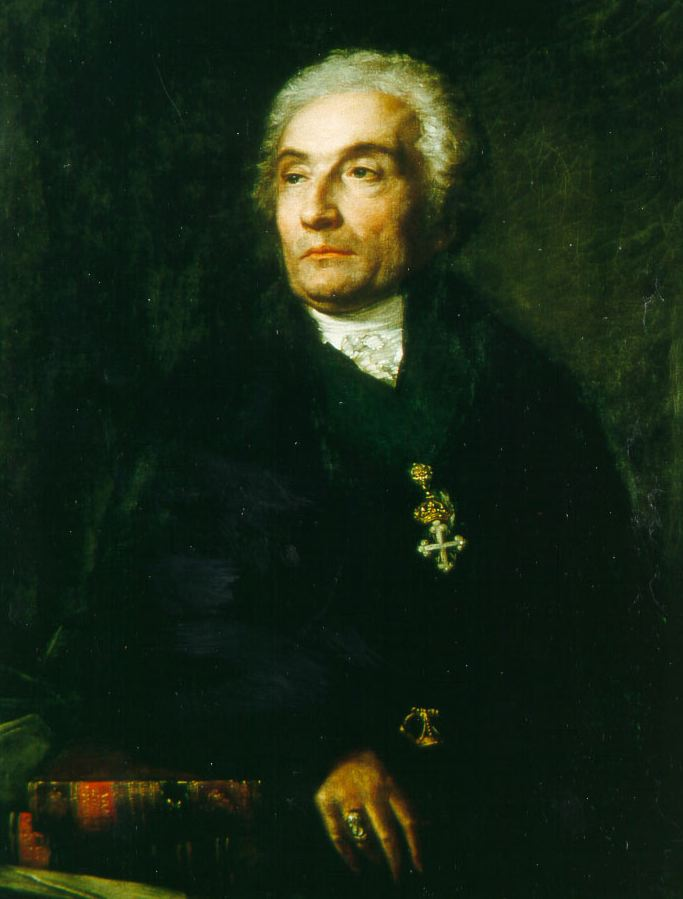
Joseph de Maistre.
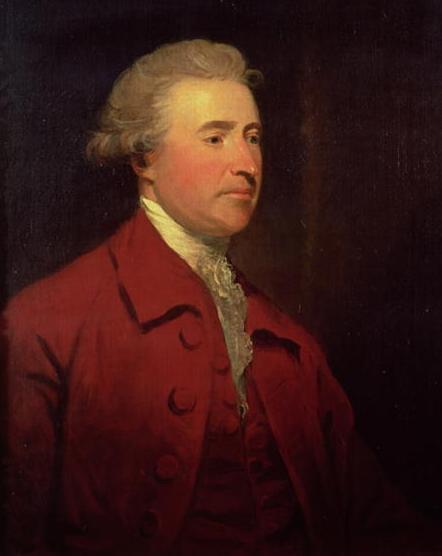
Edmund Burke.

La reflexión intelectual sobre la era de la revolución -industrial, liberal y burguesa- llevó a los intelectuales, estimulados por el Sapere aude kantiano (el espíritu de la Ilustración) a comprometerse en juicios sobre los acontecimientos de su presente, y en casos destacados, a participar de ellos, a veces con consecuencias graves (Lavoisier fue guillotinado al grito: La République n'a pas besoin de savants -"la república no necesita sabios"-).
La opuesta valoración de Burke sobre la revolución americana y la francesa contrastó con la participación en ambas de Paine. Dentro del nuevo contexto intelectual del romanticismo, los contrarrevolucionarios franceses (Bonald y Maistre) dieron paso a una reflexión moderada que pretendía la adaptación del Antiguo Régimen al Nuevo (La democracia en América de Tocqueville, doctrinarismo de Guizot).

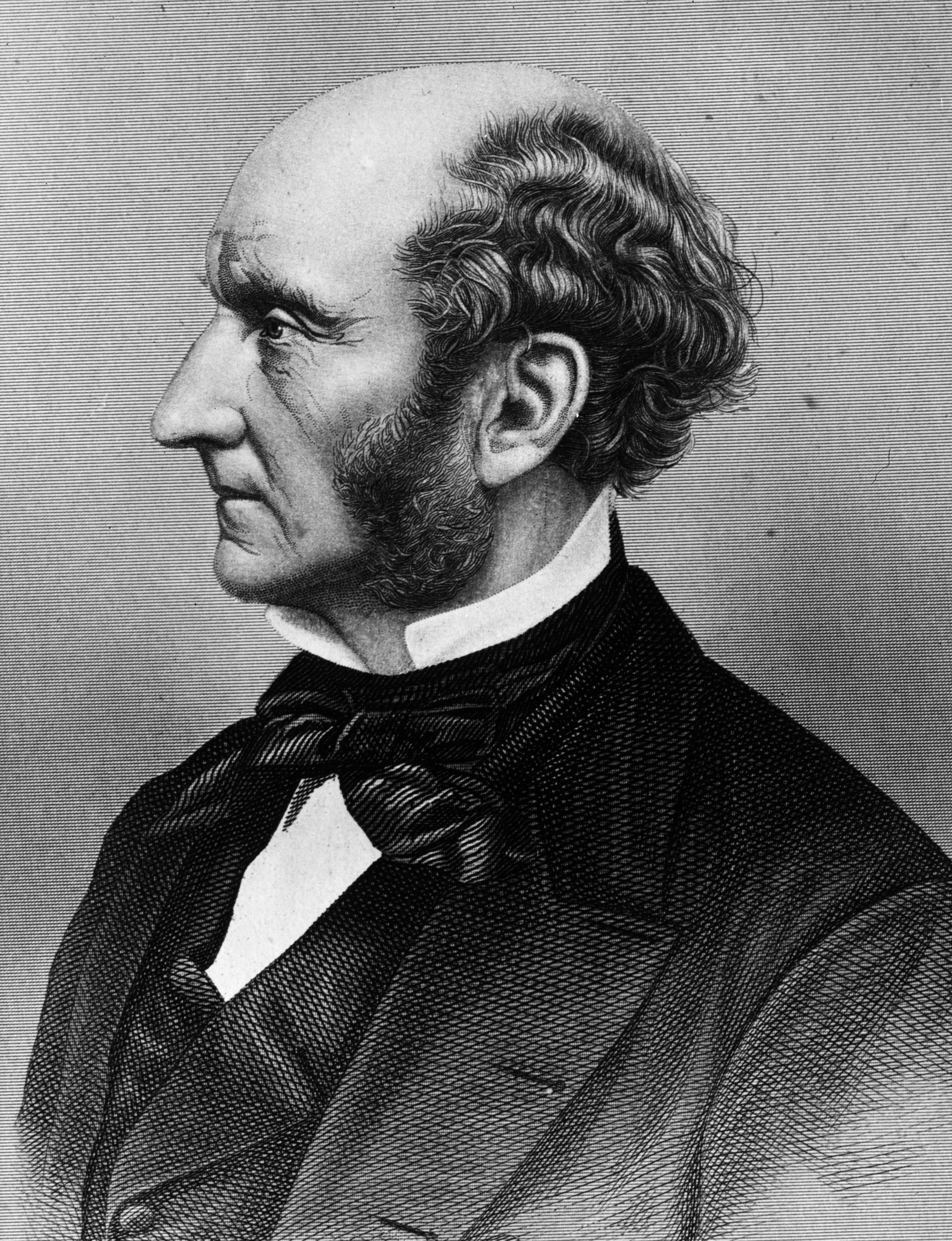
John Stuart Mill.
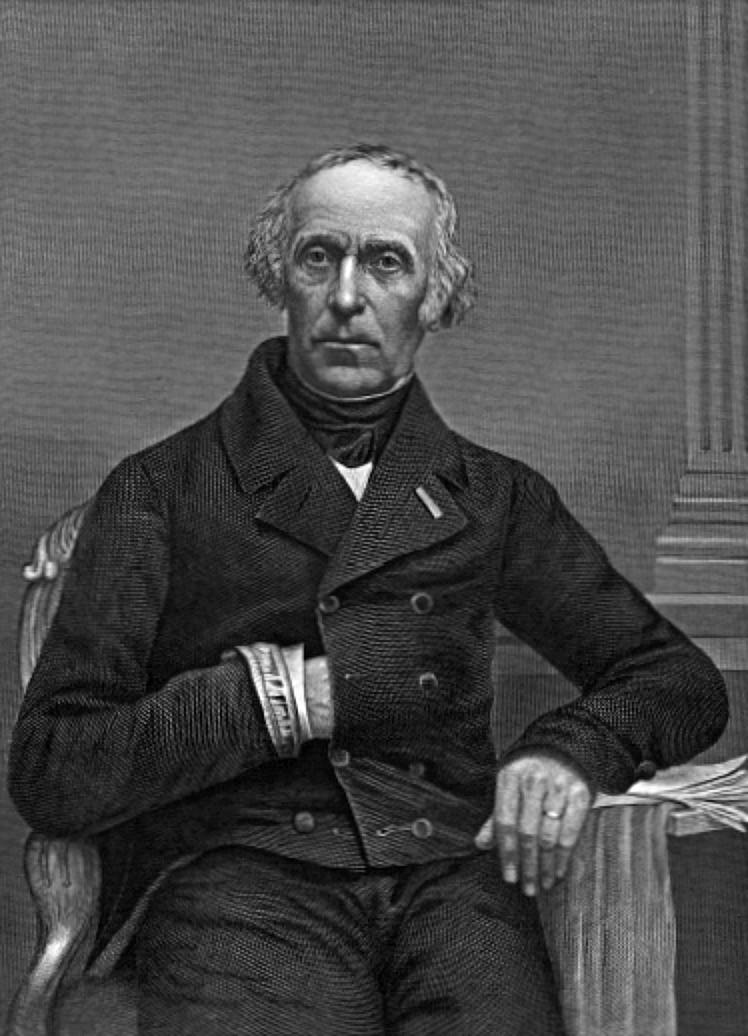
Guizot.
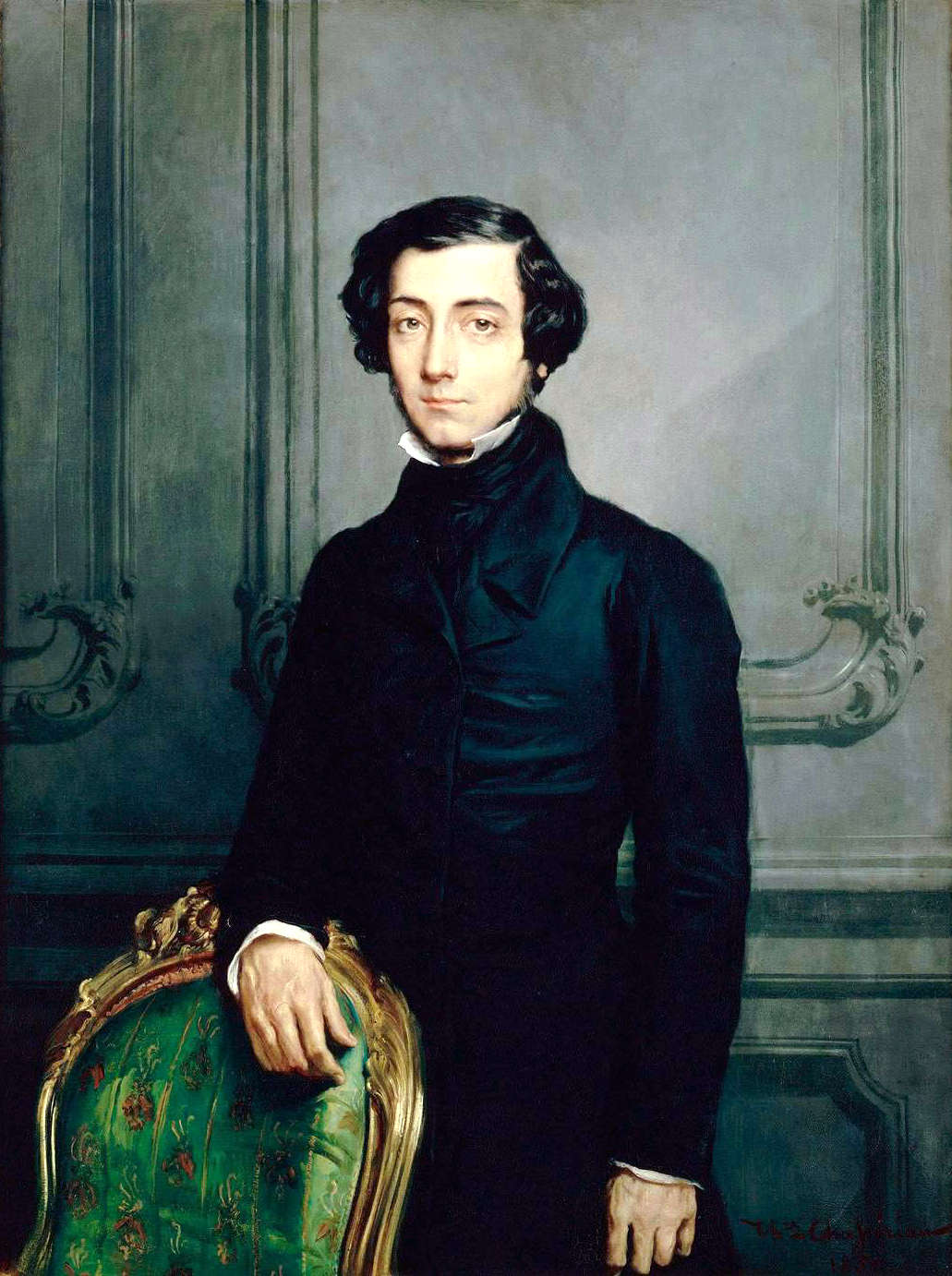
Alexis de Tocqueville.
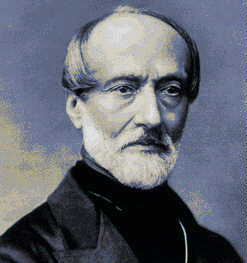
Mazzini.

Los filósofos del idealismo alemán (Kant, Fichte, Hegel), científicos, artistas y literatos alemanes de todos los ámbitos (Goethe -prefiero la injusticia al desorden-, los hermanos Humboldt -Wilhelm y Alexander-, los hermanos Grimm, Wagner, etcétera) se implicaron en los diferentes movimientos sociales y políticos que, con el tiempo y tras muchas alternativas, llevaron a la unificación alemana. Esta se terminó construyendo sobre lo que, para Hegel, era la manifestación en la realidad de la racionalidad del espíritu absoluto (el Estado prusiano). Algo similar ocurrió en la unificación italiana, promovida por Mazzini desde la Joven Italia, modelo de participación social que incluía a pensadores, literatos y artistas junto a militares y conspiradores políticos, y que pretendía extender a todo el continente con la Joven Europa. La edad de oro de la literatura rusa produjo simultáneamente a intelectuales de una dimensión universal (Pushkin, Gogol, Turgueniev, Chejov, y sobre todo Tolstói y Dostoievski).

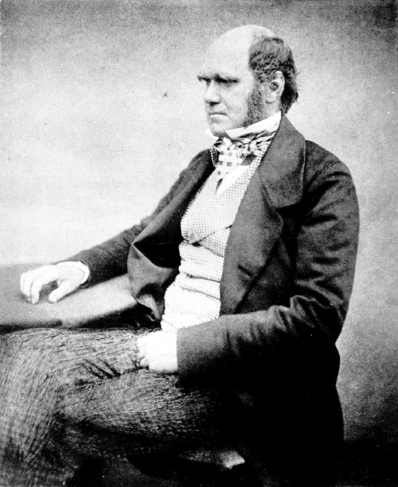
Charles Darwin.
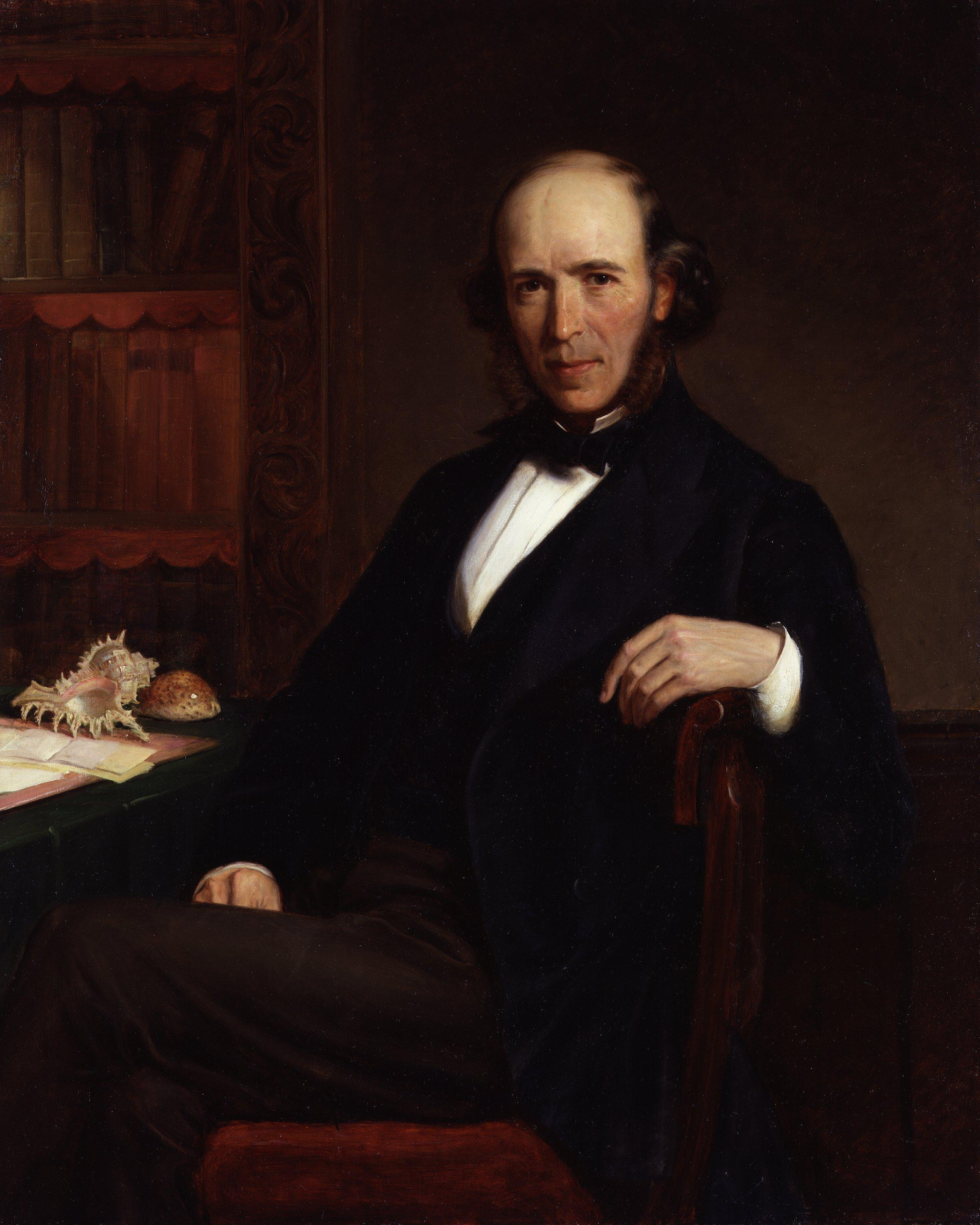
Herbert Spencer.
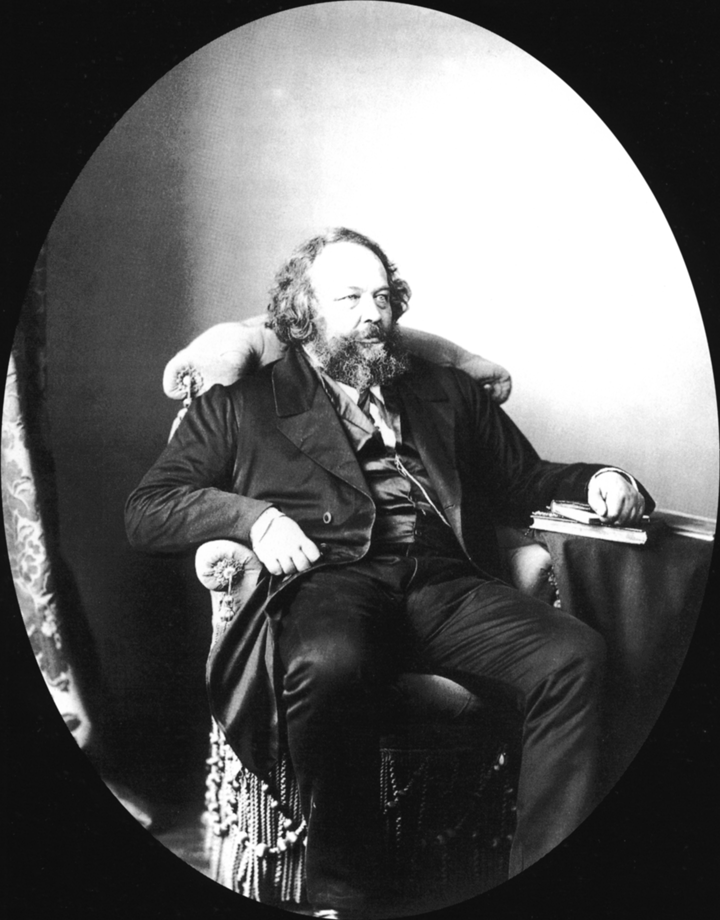
Bakunin.
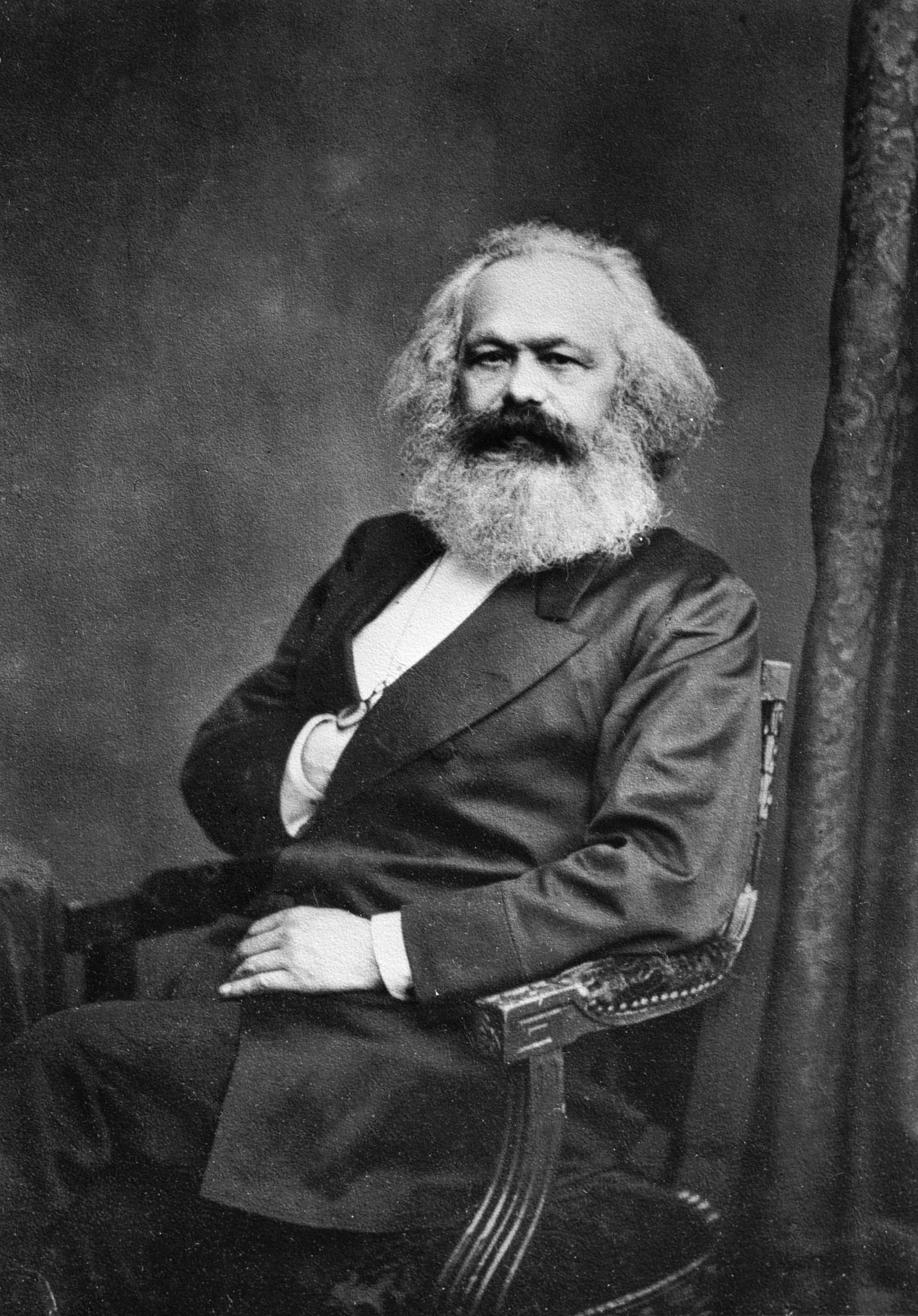
Karl Marx.

En Inglaterra, el utilitarismo de Bentham y Mill (movimiento contemporáneo al positivismo francés de Comte) abrió una línea de interés intelectual por la situación social desde una perspectiva reformista, vinculada a la idea de progreso que preside la época y que a finales del XIX se plasmó en los fabianos. Ya en el siglo XX, con nuevos presupuestos, menos optimistas, la tendencia intelectual progresista y de experimentación de modelos alternativos fue continuada por el grupo de Bloomsbury. El impacto del evolucionismo fue decisivo para todos los campos del pensamiento, incluyendo peculiares interpretación de los postulados de Darwin aplicados fuera de su contexto biológico (el darwinismo social de Spencer).
En los Estados Unidos tuvo una gran repercusión local The American Scholar de Ralph Waldo Emerson (1837), calificado como "la declaración de independencia intelectual" por Oliver Wendell Holmes. Mucho más universal fue la influencia de Thoreau en el pacifismo posterior, un movimiento que alcanzó una dimensión trascendental entre los intelectuales de todo el mundo (Tolstói, H. G. Wells, Rolland, Tagore, Gandhi, Russell). Cuando Alfred Nobel instauró los premios que llevan su nombre, consideró que además de las diferentes ramas del saber, debía concederse uno a la paz (el primero, de 1901, se concedió ex-aequo a Henry Dunant, fundador de la Cruz Roja, y a Frédéric Passy, impulsor de la Unión Interparlamentaria).

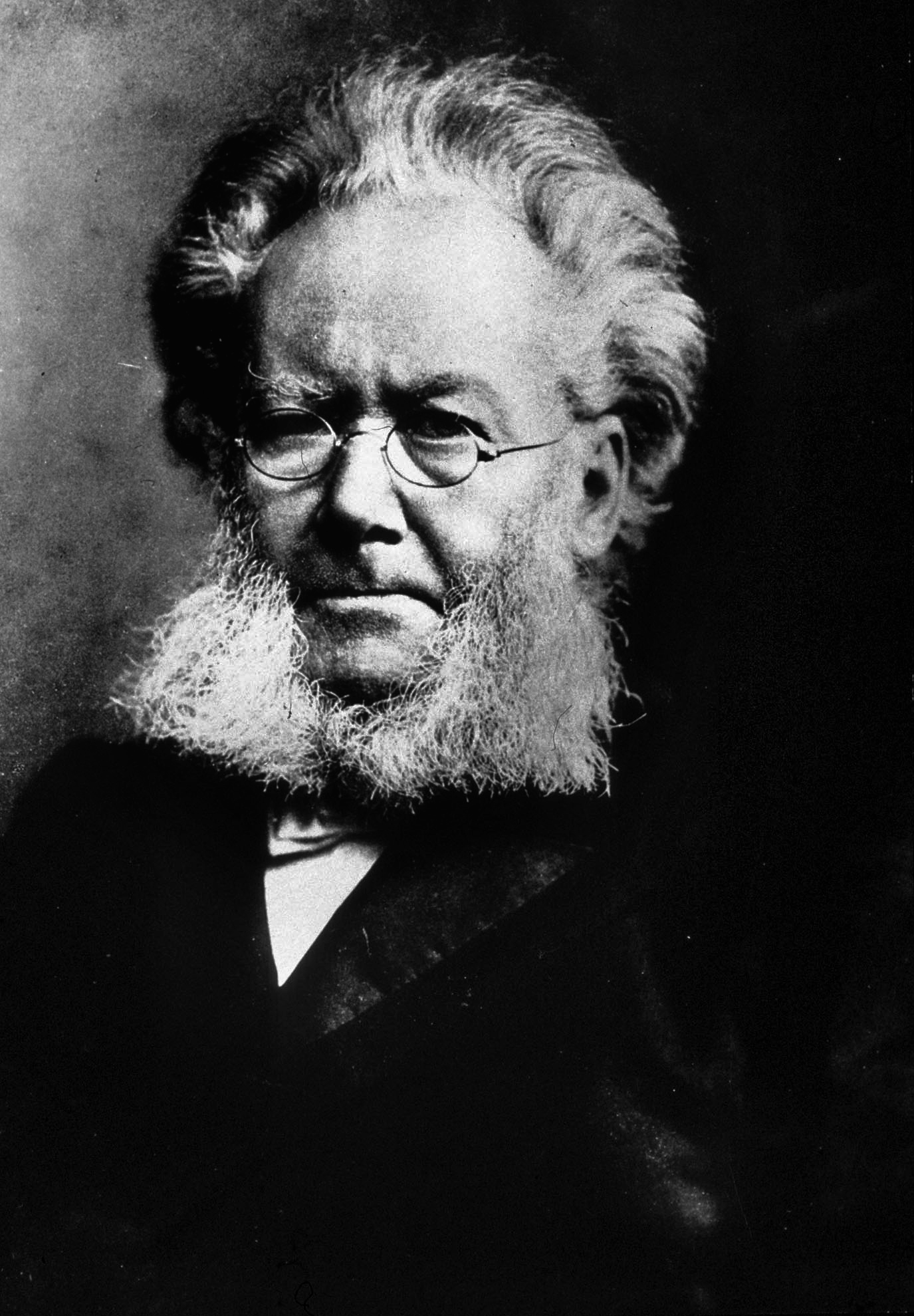
Ibsen.
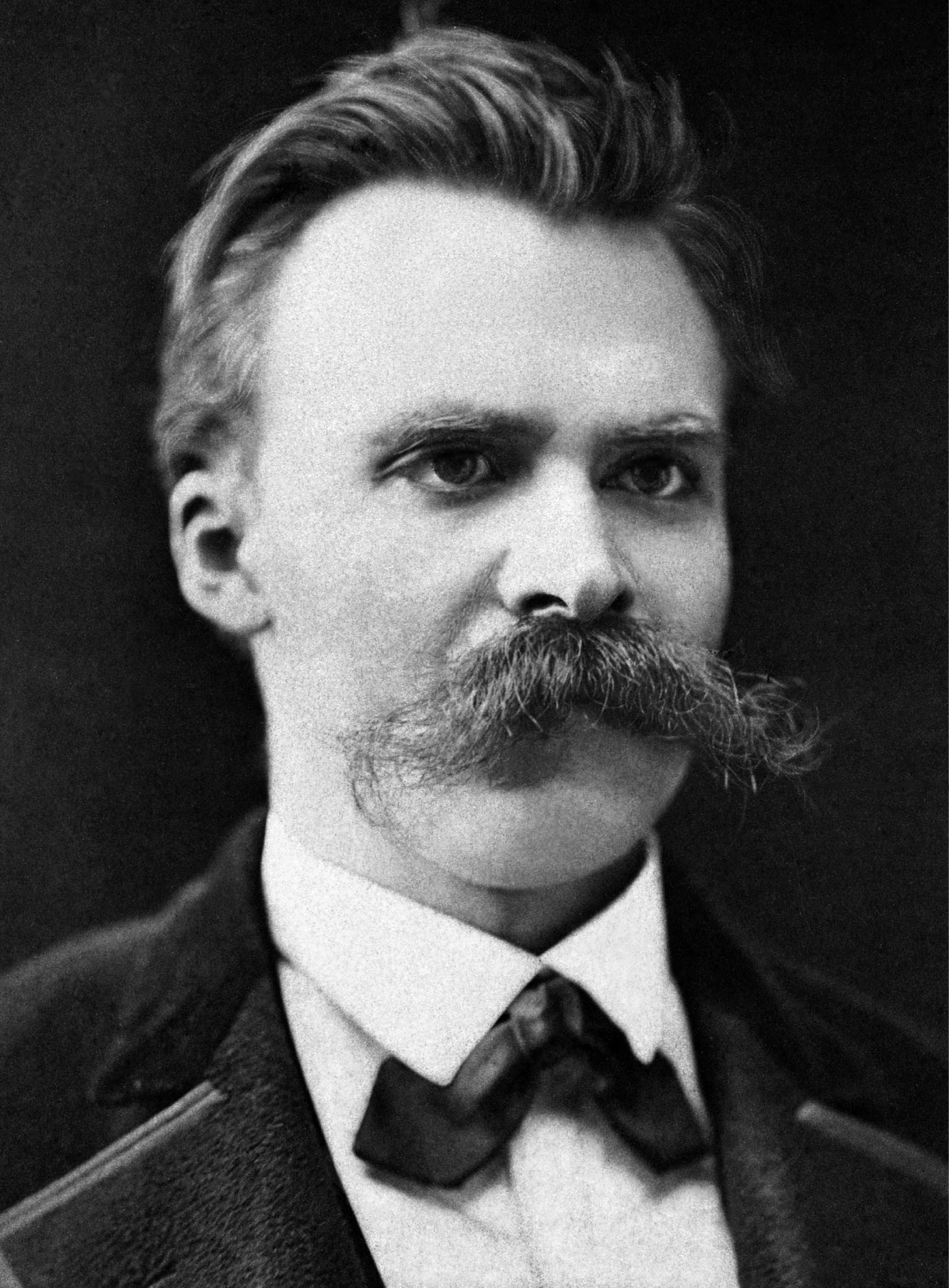
Nietzsche.
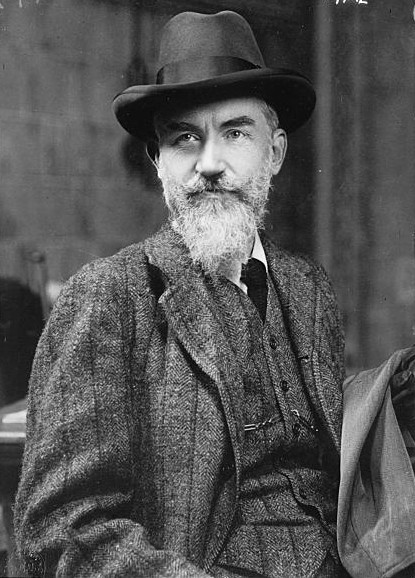
Bernard Shaw.
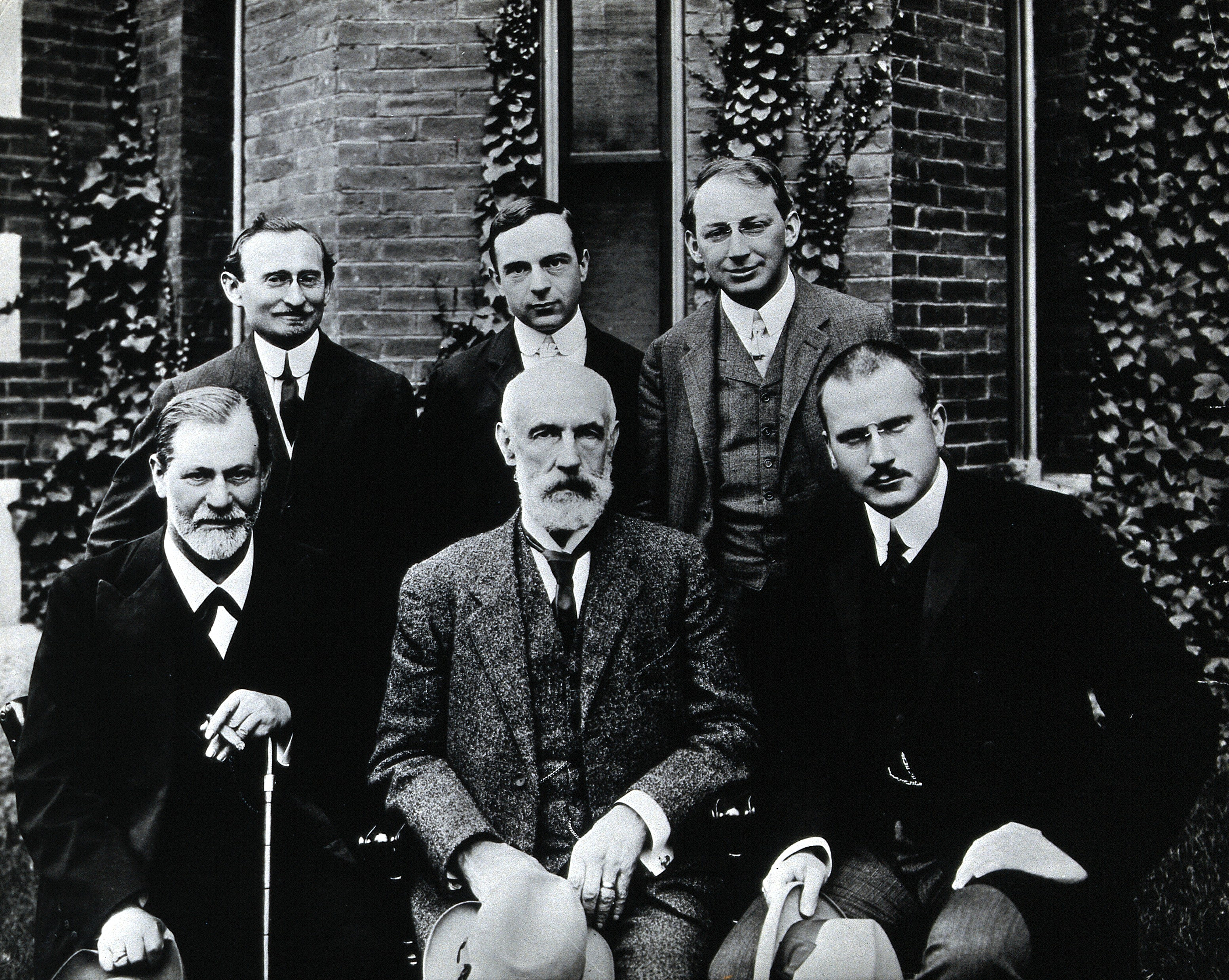
Sigmund Freud, Carl Jung, Sándor Ferenczi y Stanley Hall.

En el ámbito hispánico, el papel de los intelectuales fue decisivo en los últimos movimientos independentistas (Martí y Rizal); mientras que en la metrópoli alcanzaba gran influencia el krausismo, la corriente de pensamiento progresista que se sustanció en la Institución Libre de Enseñanza (Giner de los Ríos); frente a la que se articuló la corriente de pensamiento reaccionario de los neocatólicos (Menéndez y Pelayo). Tras el desastre del 98, con gran repercusión pública, se insistió en la reflexión intelectual sobre las causas del fracaso histórico de España y su posible remedio, en lo que ve denominó regeneracionismo (término ambiguo, con el que, junto a los políticos que protagonizaron la crisis de la Restauración, se etiquetan tanto científicos -Cajal- como movilizadores sociales -Costa- y literatos -generación del 98-).

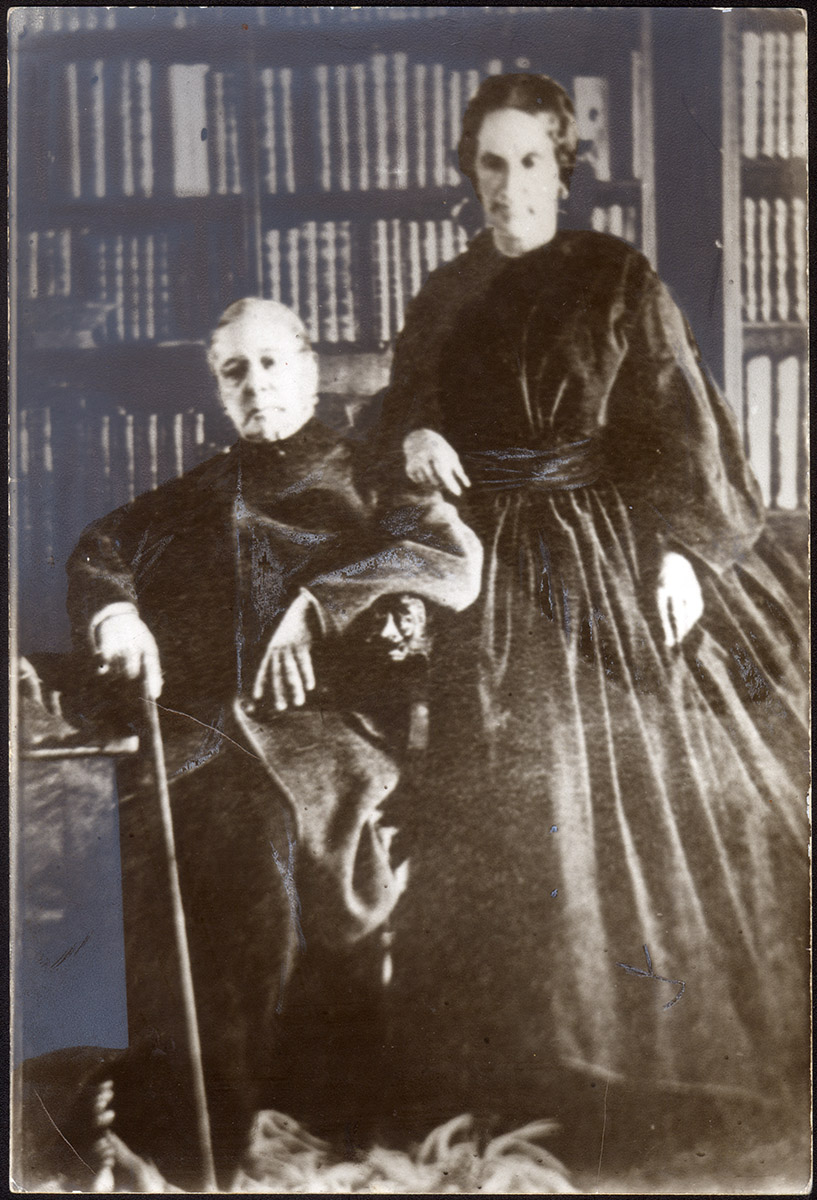
Andrés Bello el primer humanista de América
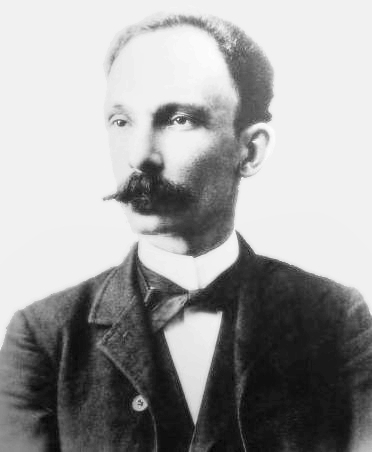
José Martí, líder de la independencia cubana.
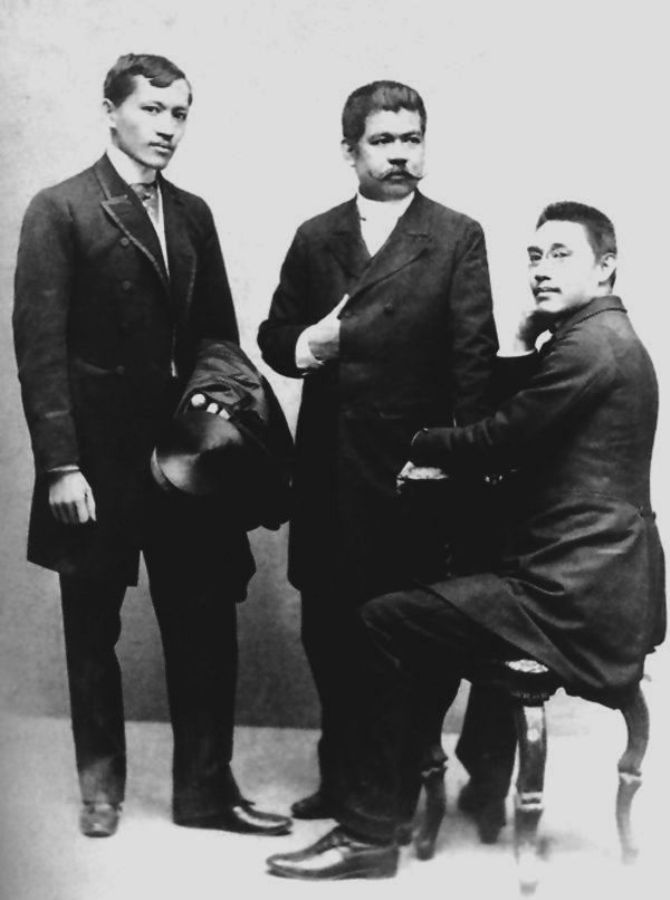
José Rizal junto a otros intelectuales filipinos.
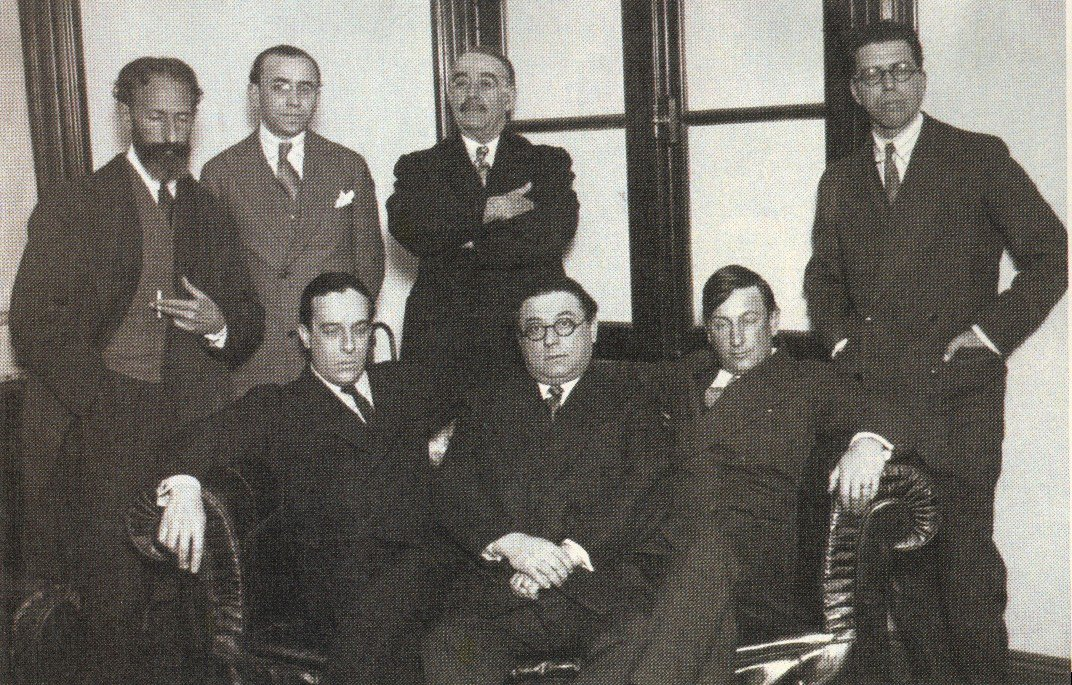
Horacio Quiroga, Leopoldo Lugones y otros intelectuales rioplatenses.

## Intelectuales delsigloXX
Los líderes de algunos de los más importantes movimientos revolucionarios y descolonizadores del siglo XX, eran ellos mismos intelectuales (Lenin, Gandhi, Mao Zedong).

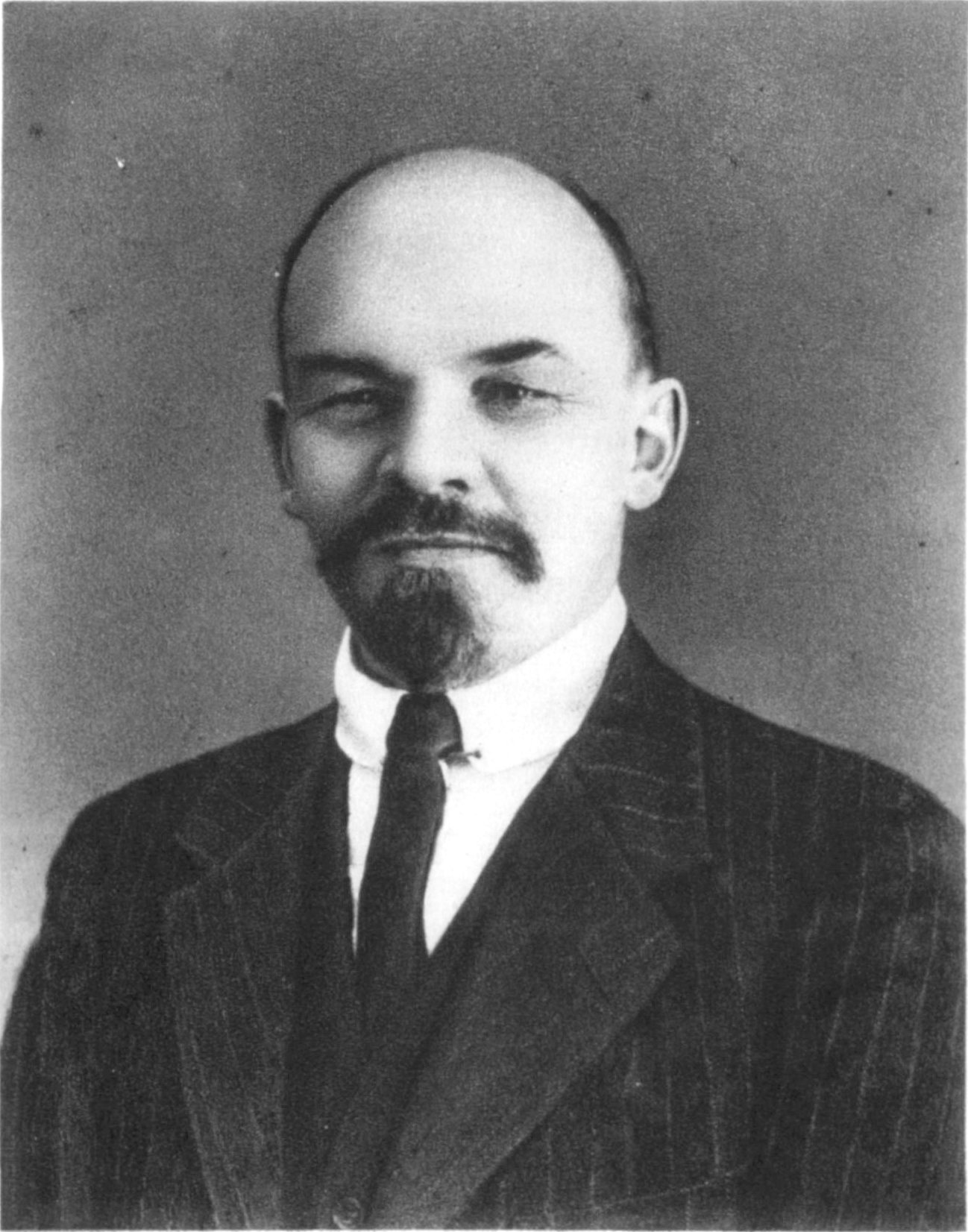
Lenin.
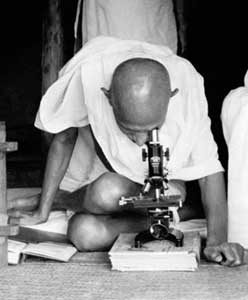
Gandhi.
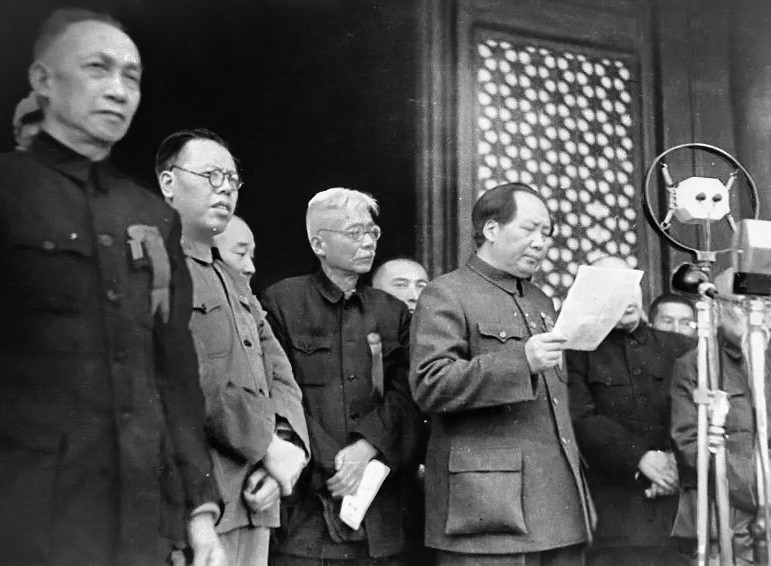
Mao Zedong.

Los intelectuales se enfrentaron a una elección problemática: mantener la pureza de su pensamiento cayendo en el elitismo (Juan Ramón Jiménez: a la minoría, siempre), o buscar la proyección social de su trabajo (Blas de Otero: a la inmensa mayoría) lo que supone en muchos casos implicarse en la cultura de masas y los nuevos medios de comunicación, es decir, en la mediática. Según McLuhan el medio es el mensaje (the medium is the message, 1964); según Andy Warhol, todos tendremos opción a gozar o sufrir de nuestros quince minutos de fama (In the future, everyone will be world-famous for 15 minutes, 1968). Umberto Eco expresó el problema como una contradicción esencial entre apocalípticos e integrados (1965).

La amenaza al estrato de nuestros intelectuales y a la libertad de pensamiento, y la decadencia de la cultura en la sociedad de masas son los temas de algunos libros muy leídos, como los de José Ortega y Gasset La rebelión de las masas (1933), Julien Benda La Trahison des clercs [La traición de los intelectuales] y Johan Huizinga In the Shadow of Twomorrow [Entre las sombras del mañana]. Tocan puntos esenciales de peligro en el desarrollo de la sociedad moderna. No obstante, en puntos decisivos, la carencia de un genuino análisis sociológico les impide ir más allá de las lamentaciones de los académicos [scholars].
Karl Mannheim

### Primer tercio delsigloXX
La crisis intelectual de comienzos del siglo XX implicó una profunda renovación en los paradigmas científicos (revolución relativista, revolución cuántica, revolución neuronal, revolución freudiana), al tiempo que se asistía con enorme asombro al aparente suicidio de la civilización (Primera Guerra Mundial, Gran Depresión, Segunda Guerra Mundial) y al surgimiento de modelos alternativos (comunismo soviético, fascismo).

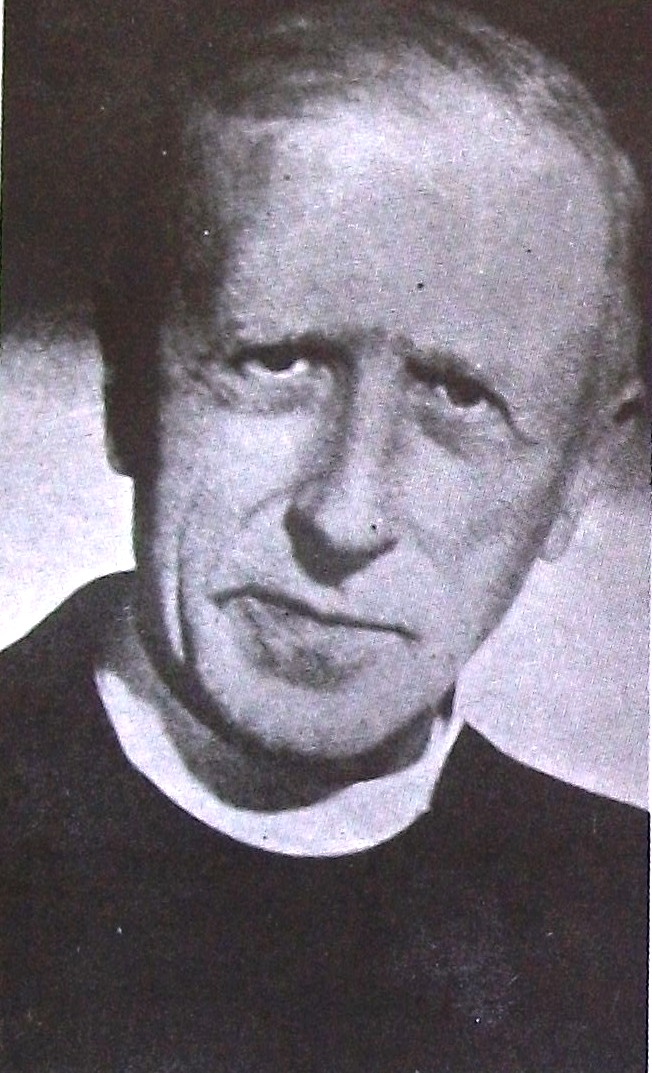
Pierre Teilhard de Chardin.
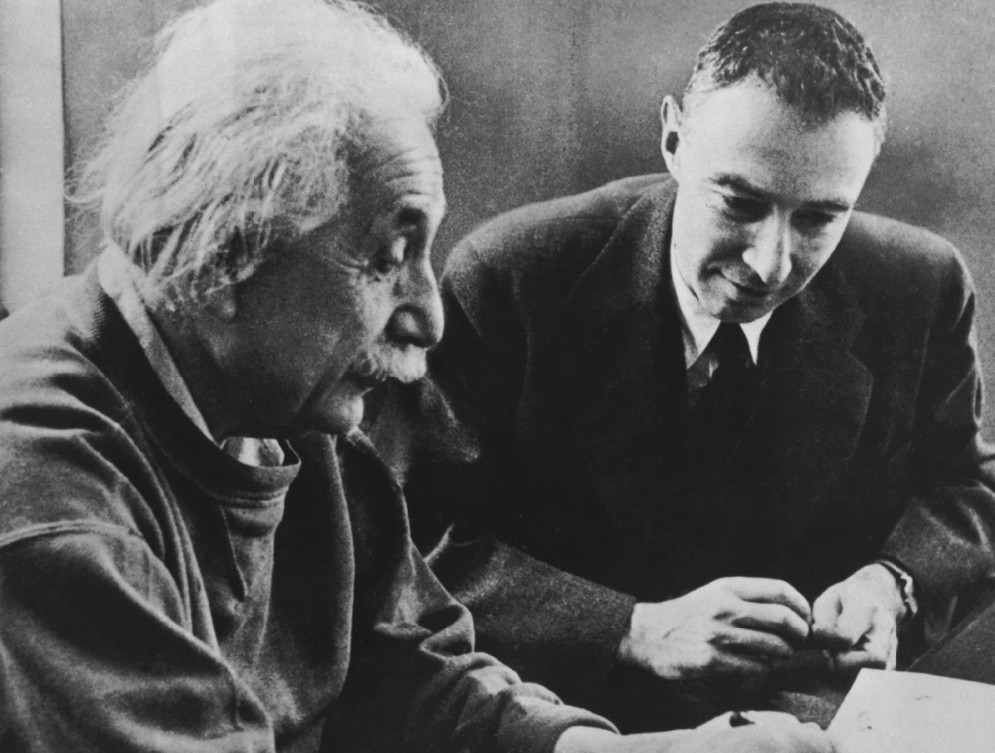
Albert Einstein y Robert Oppenheimer.
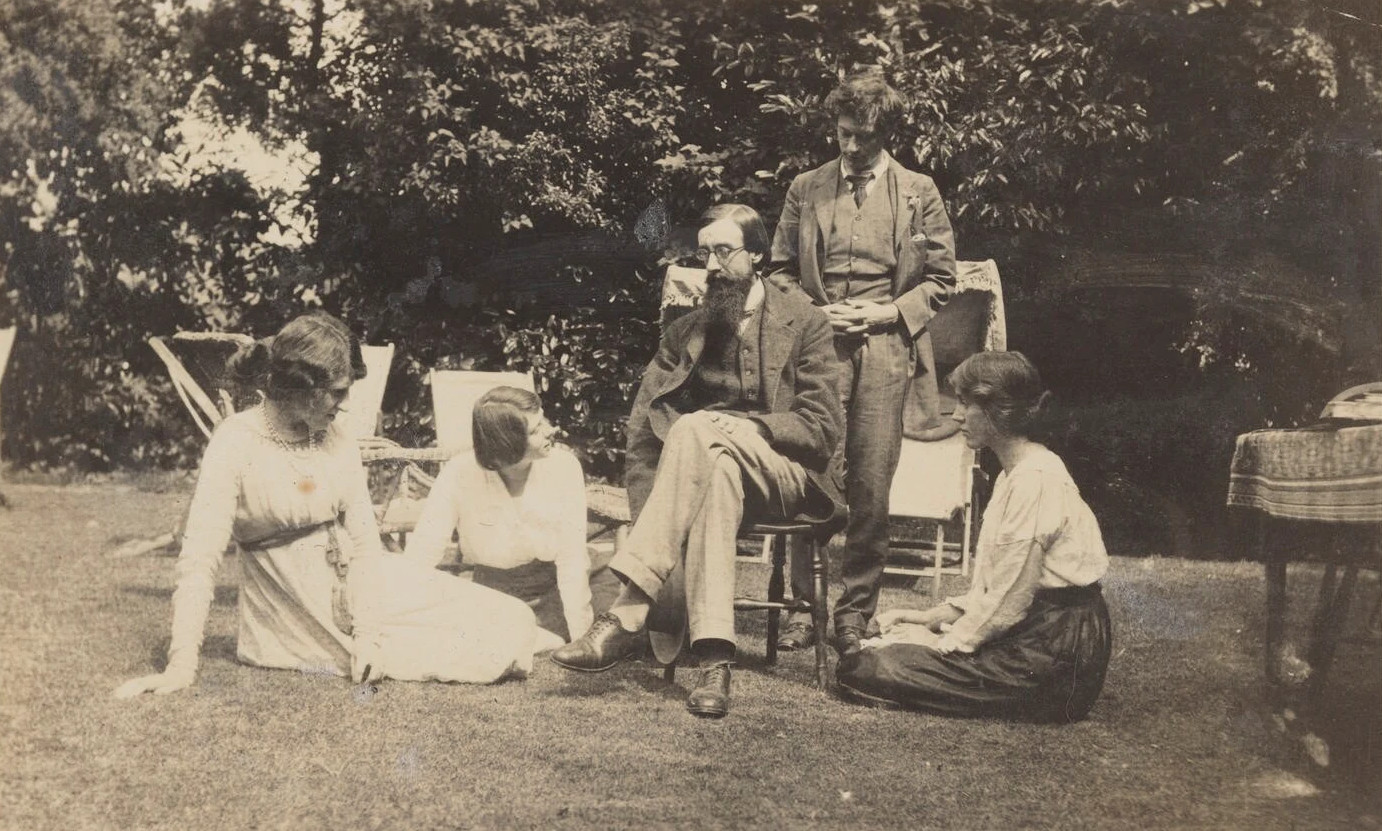
Aldous Huxley y otros componentes del grupo de Bloomsbury.
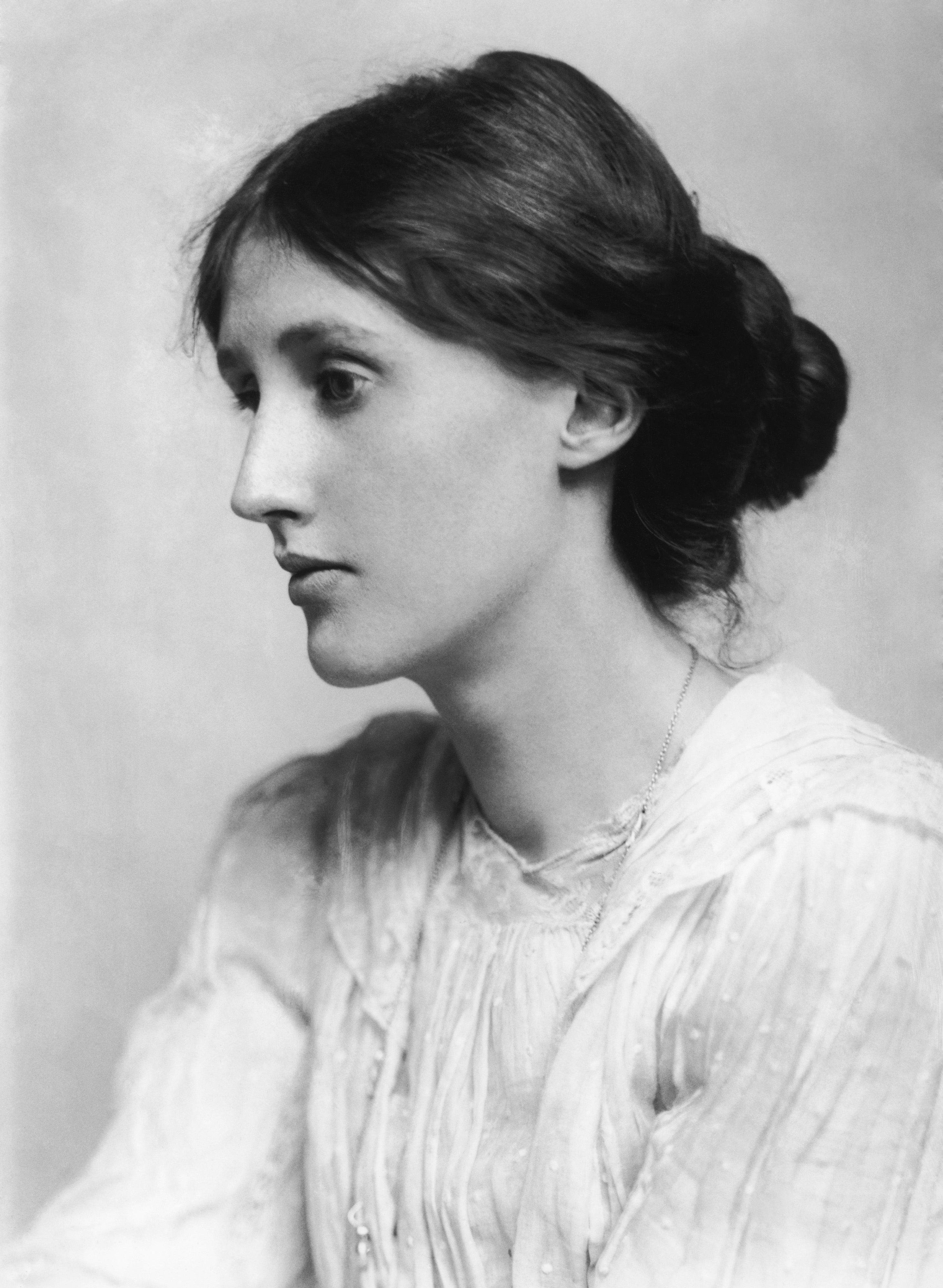
Virginia Woolf.

El periodo de entreguerras fue de un enorme dinamismo intelectual: al tiempo que se renovava el positivismo con el Círculo de Viena para la concepción científica del mundo (Wittgenstein, Schkick -que fue asesinado por los nazis-, Popper, Ayer), se especulaba en torno a la consecución del consenso manufacturado y aparecían textos de gran repercusión (La decadencia de Occidente, La rebelión de las masas). La reflexión intelectual procuraba entender el nuevo protagonismo lo irracional, que en el mundo del arte se enfocaba con el expresionismo, el surrealismo y la abstracción.

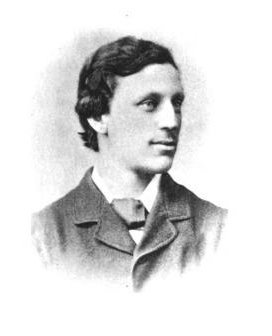
Arnold Toynbee.
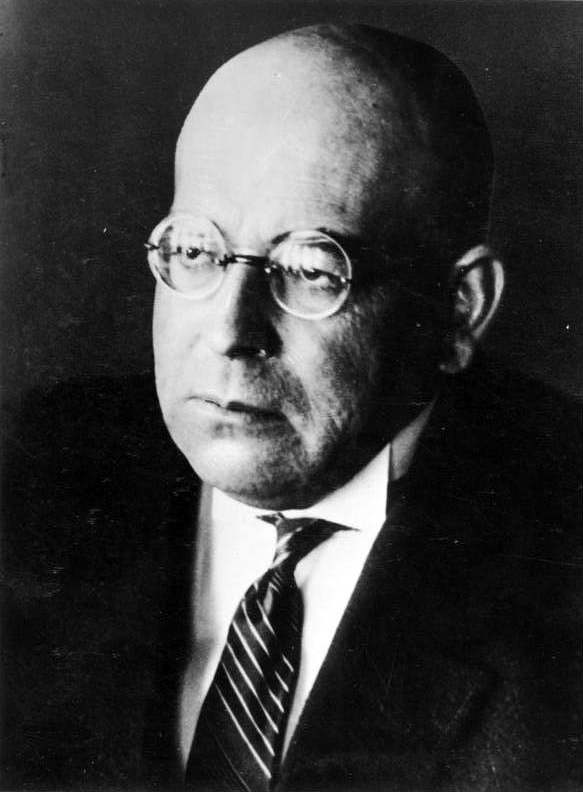
Oswald Spengler.
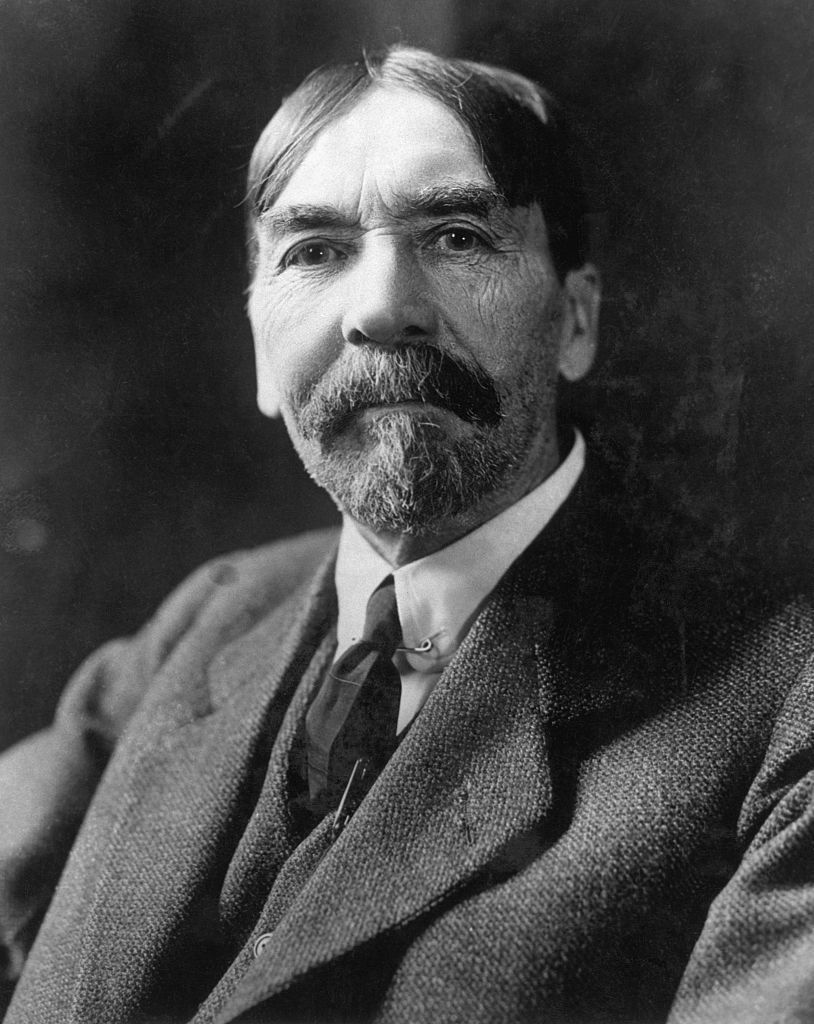
Thorstein Veblen.
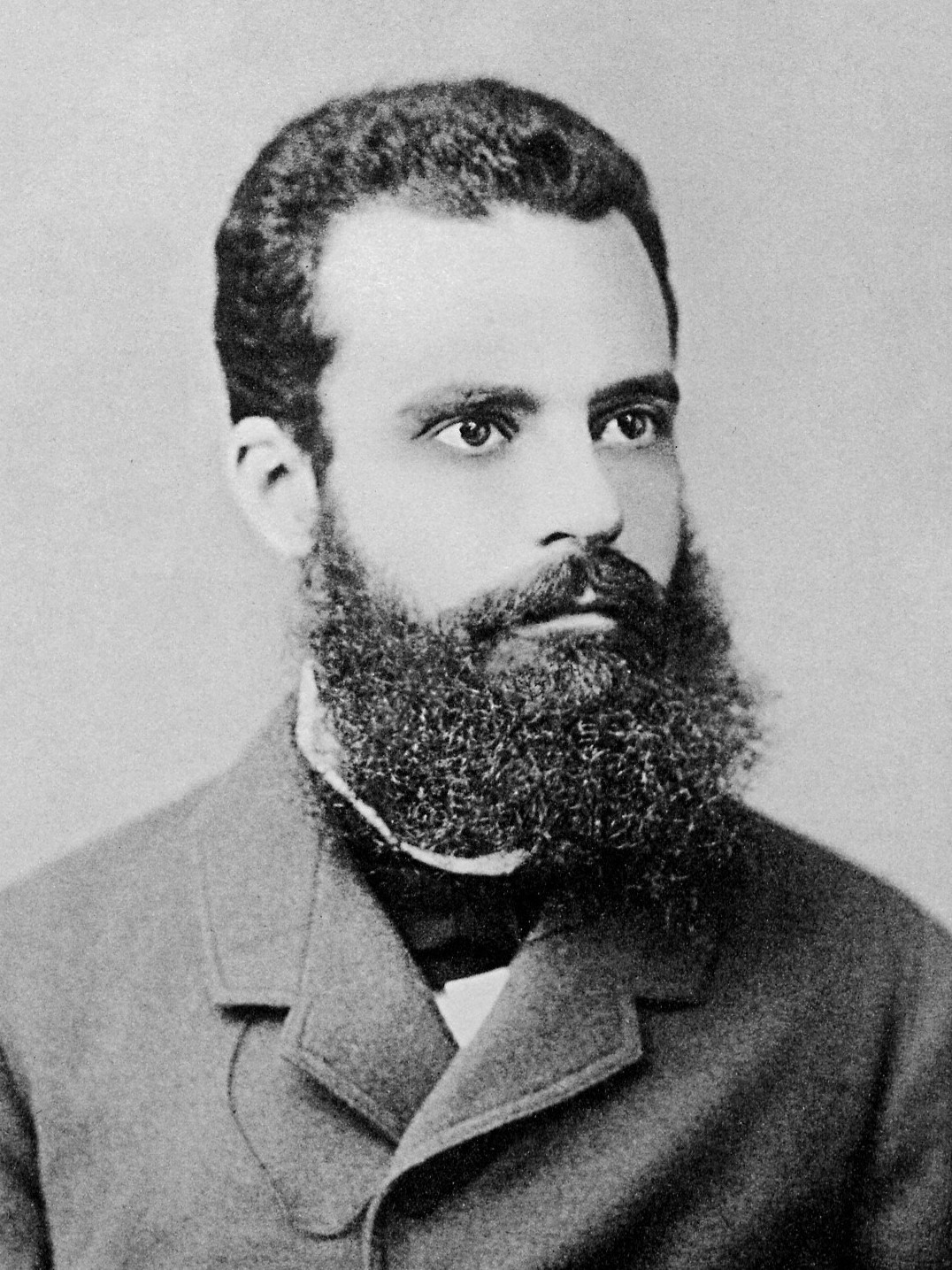
Vilfredo Pareto.

La civilización occidental, que se había impuesto a nivel planetario, tuvo muy distintos efectos en los ámbitos intelectuales de las culturas no europeas, desde la aculturación hasta el rechazo, pasando por el sincretismo. Los nacionalismos independentistas comenzaron a generar discursos alternativos, y el panasianismo japonés construyó una propuesta propia desde la única civilización extraeuropea que no había sido sometida por el colonialismo.

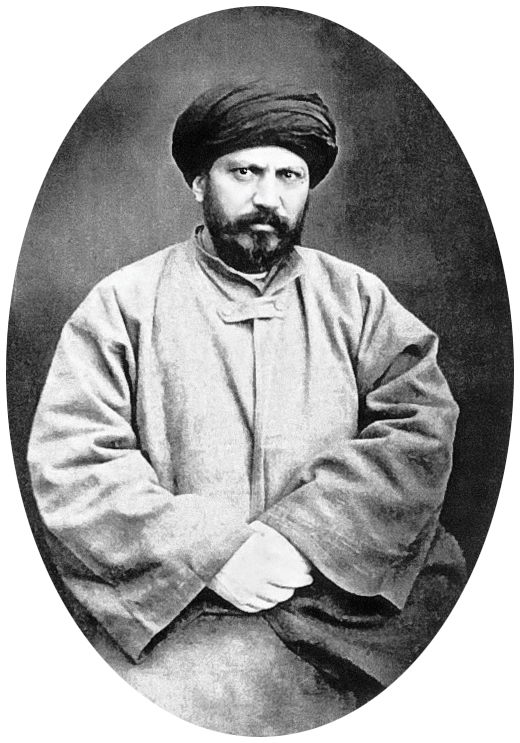
Jamal al-Din al-Afghani (cronológicamente pertenece al siglo XIX).
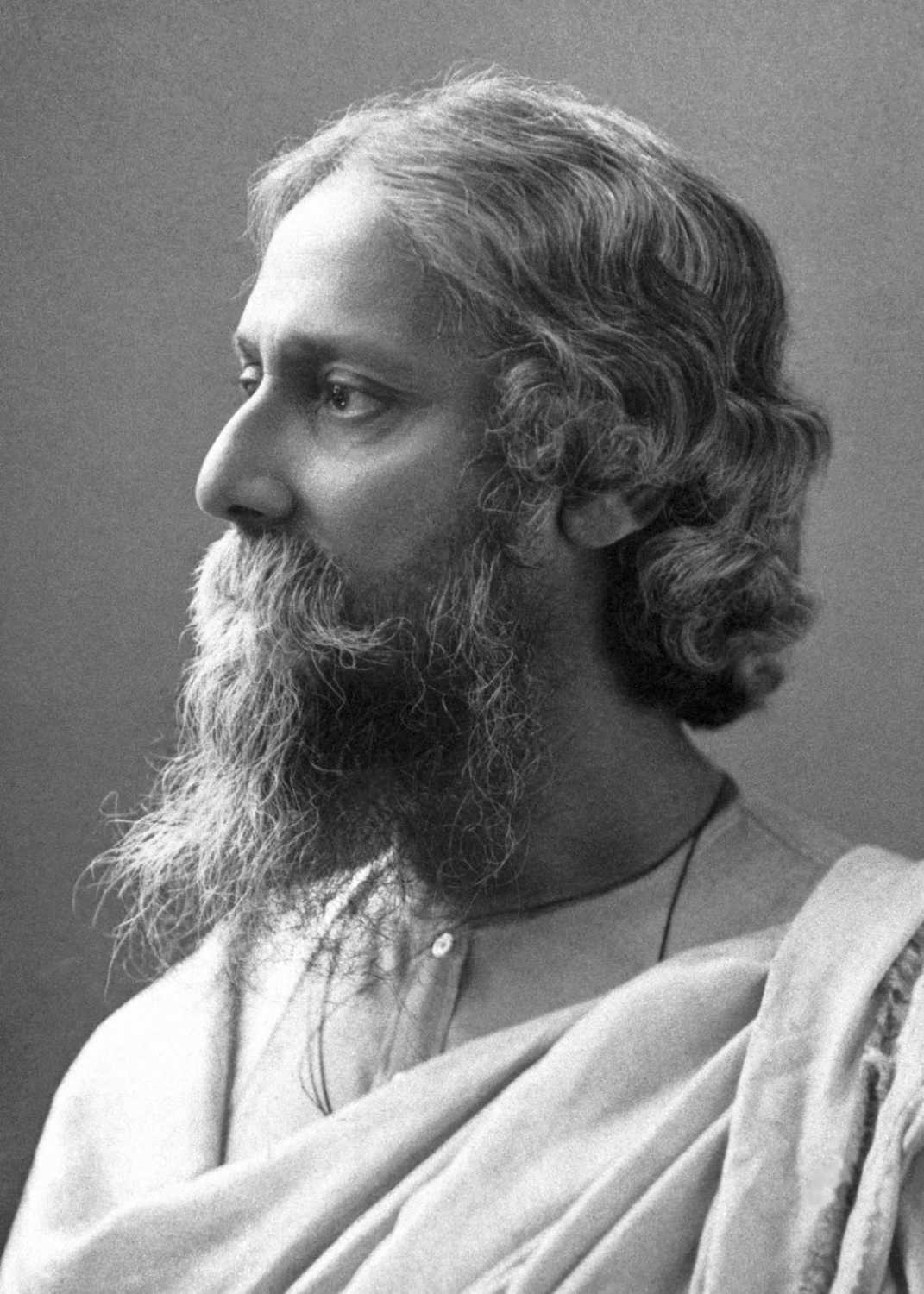
Rabindranath Tagore.
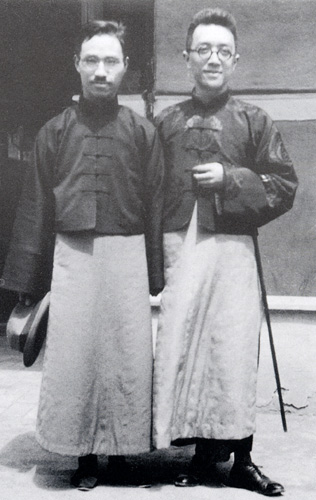
Chen Duxiu y Hu Shih.

### Los virajes hacia la guerra
La guerra civil española (1936-1939) fue una ocasión señalada para el alineamiento de los intelectuales de todo el mundo en su apoyo a uno u otro bando. La Alianza de Intelectuales Antifascistas consiguió realizar reuniones internacionales de apoyo en Madrid y Barcelona en julio de 1937, con la presencia de Hemingway, Malraux, Neruda, Vallejo, Octavio Paz, Louis Aragón, etc. Fue muy larga la nómina de los intelectuales o artistas de todos los ámbitos que pasaron por la retaguardia republicana: Errol Flynn, John Dos Passos, Ksawery Pruszyński, Hermann Joseph Muller, George Orwell, etc.
Por su parte, destacados intelectuales de ideología opuesta (desde el fascismo, desde el catolicismo o desde el conservadurismo), como Céline o Bernanos, apoyaron, con mayores o menores matices, al bando franquista; aunque no consiguieron tanta repercusión como la del bando perdedor. Lo mismo puede decirse de la trágica división de la intelectualidad española (ejemplificada en la separación de los hermanos Machado -Antonio y Manuel), aunque entre los dos bandos se situó un número significativo, que no se sentía cómodo en ninguno (la denominada Tercera España): significativamente, los tres fundadores de la Agrupación al Servicio de la República (un claro ejemplo del papel de los intelectuales en la vida pública: Ortega, Marañón y Pérez de Ayala), se fueron distanciando del bando republicano, y tras la victoria de Franco procuraron una discreta integración en la vida intelectual del interior. La figura de Ortega, plenamente integrada en la intelectualidad europea, se había hecho notar desde su juventud, por una significativa polémica con Unamuno (sobre "europeizar España o españolizar Europa" -que inventen ellos-), inserta en el más amplio desarrollo del debate intelectual sobre el ser de España. Pocos años después de la guerra, a pesar del mantenimiento de la dictadura de Franco y del exilio, se produjo la reconciliación entre la intelectualidad desencantada de ambos bandos: la falangista de Escorial y la republicana de Hora de España.

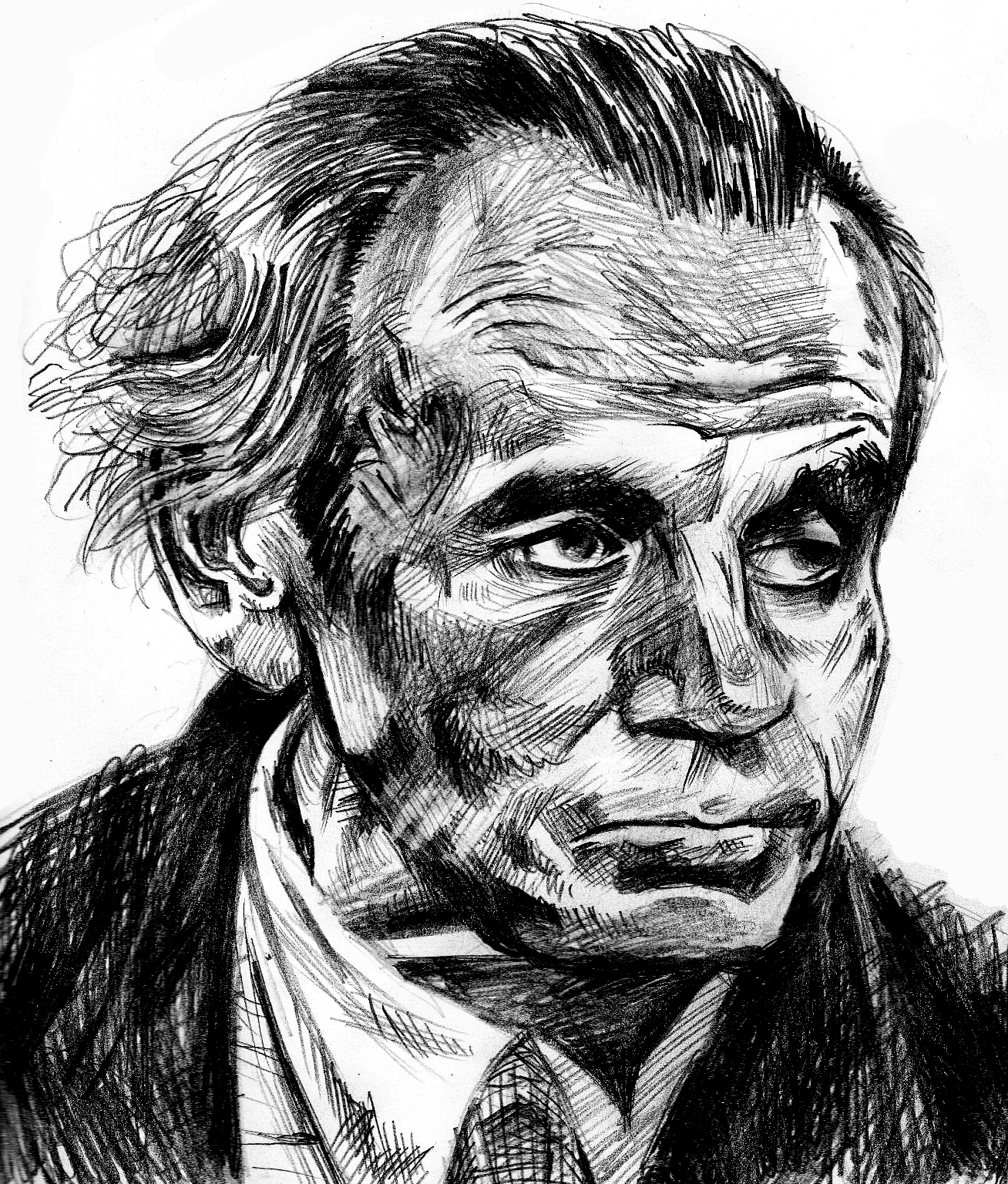
Louis-Ferdinand Céline.
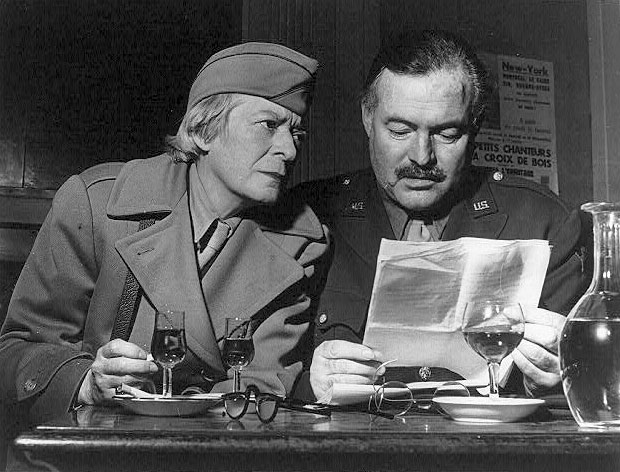
Ernest Hemingway (Por quién doblan las campanas) y Janet Flanner.
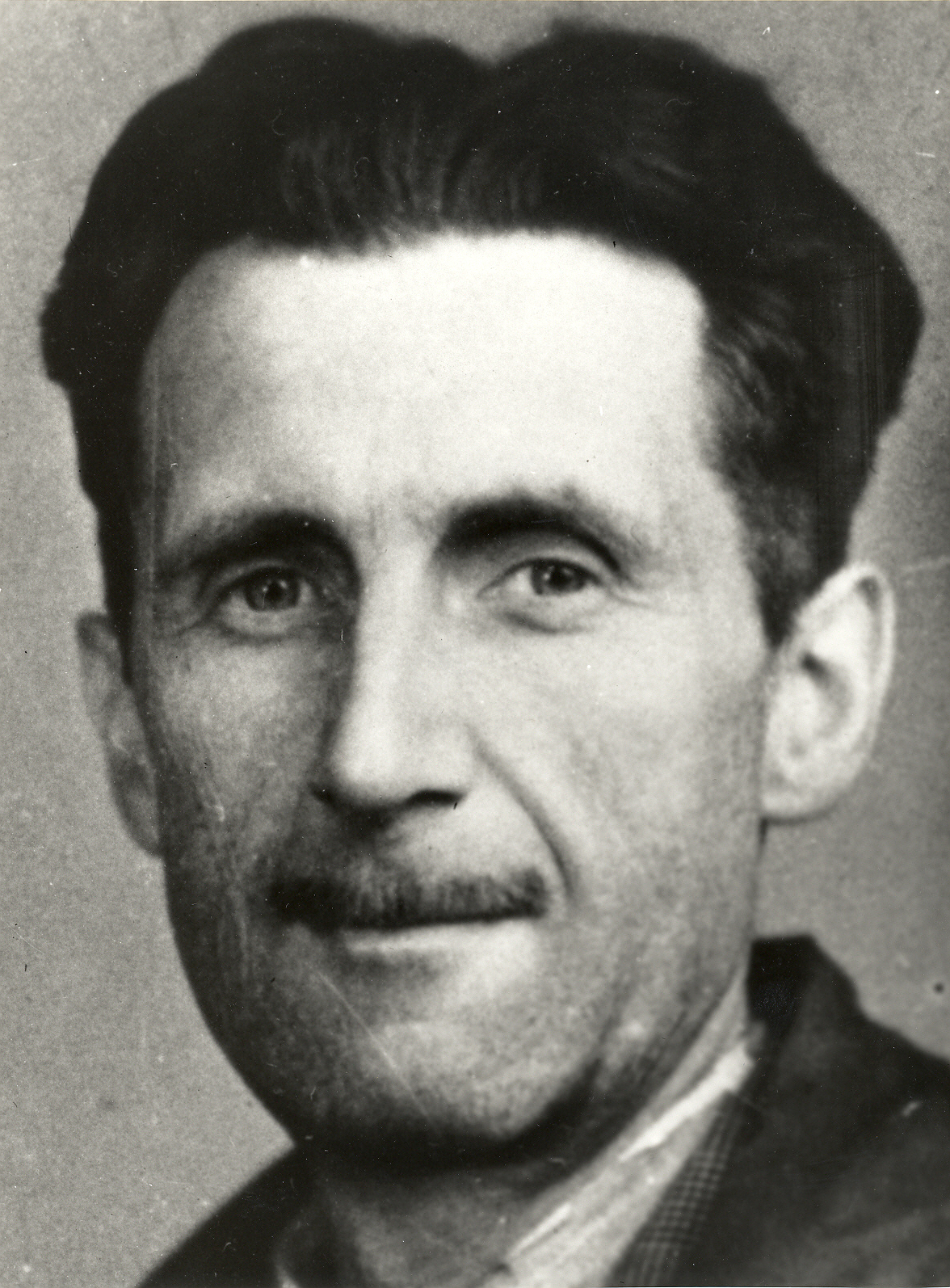
George Orwell (Homenaje a Cataluña, 1984, Animal Farm).
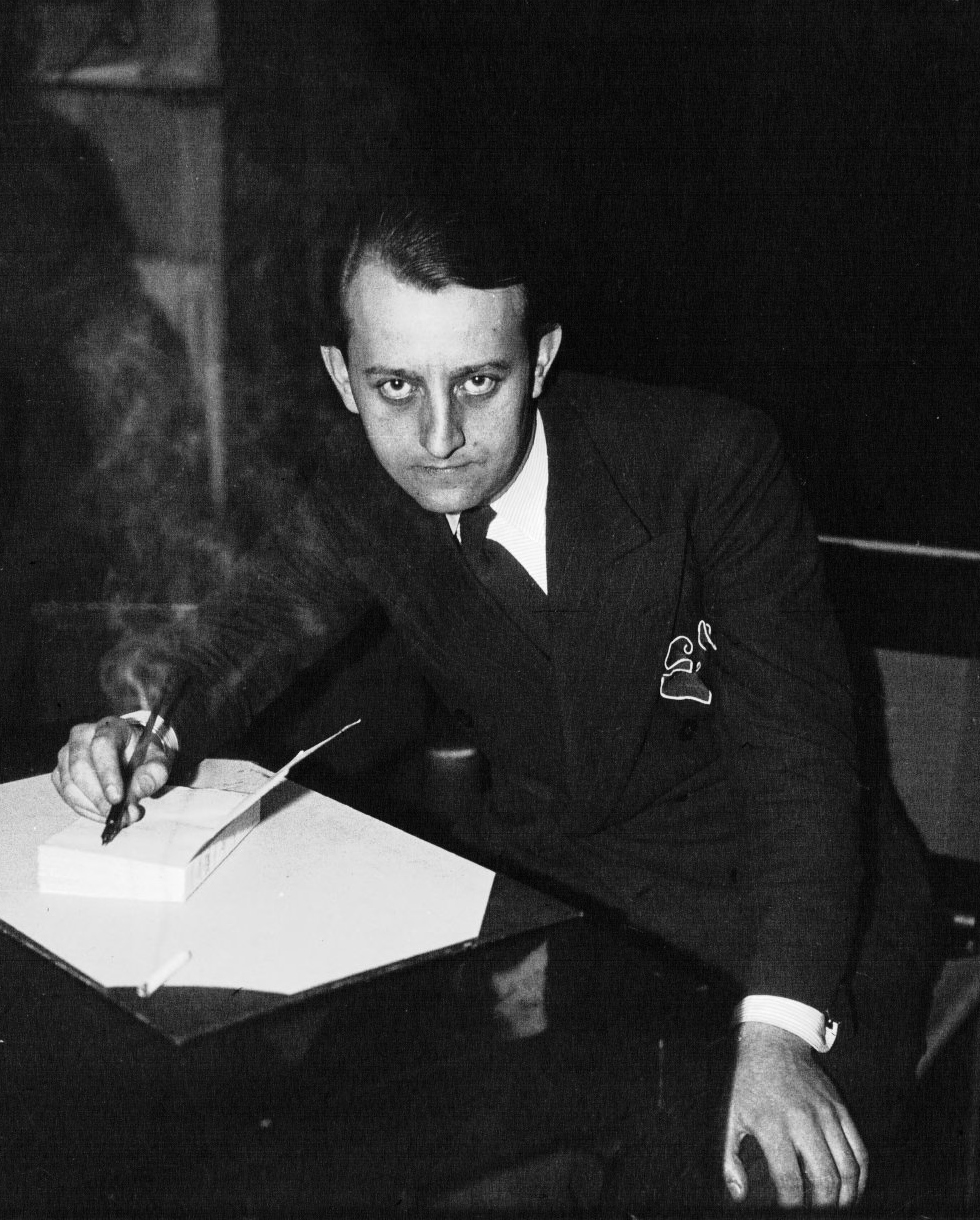
André Malraux (L'Espoir).

### Años centrales delsigloXX
El realineamiento que produjo la Segunda Guerra Mundial, y la victoria de los aliados en 1945, supuso la depuración de los intelectuales filofascistas, con alguna sonora polémica (las palabras matan). La guerra fría determinó una nueva y distinta división del mundo en dos bloques, y con él de los intelectuales. La reflexión sobre los horrores pasados (especialmente el Holocausto) y los presentes (amenaza nuclear -Manifiesto Russell-Einstein, 1955-, guerra de Corea, guerra de Vietnam) permitieron a Albert Camus bautizarla como la era del miedo (Fromm acuñó la expresión miedo a la libertad -1941-).

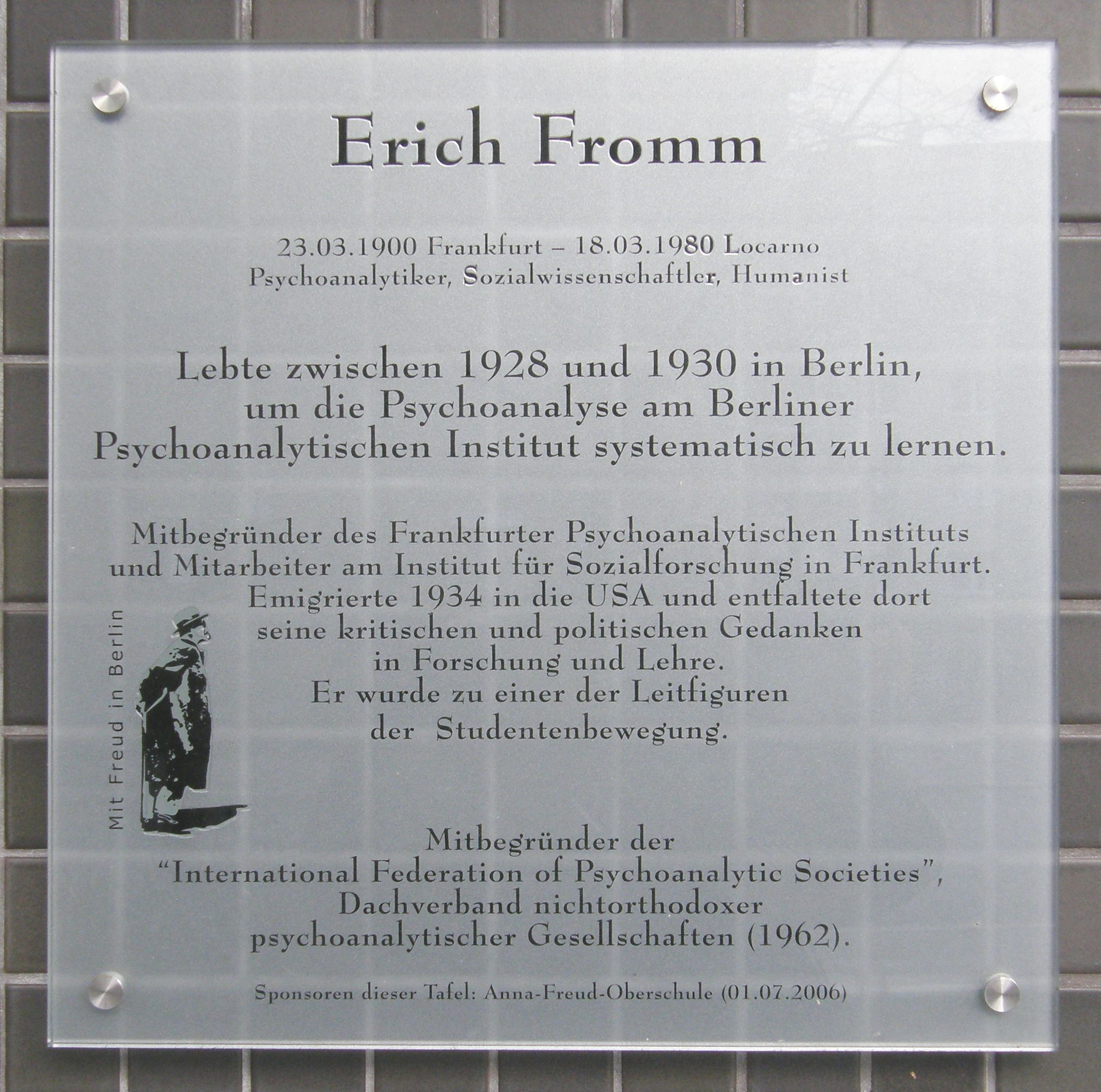
Placa en honor a Erich Fromm.
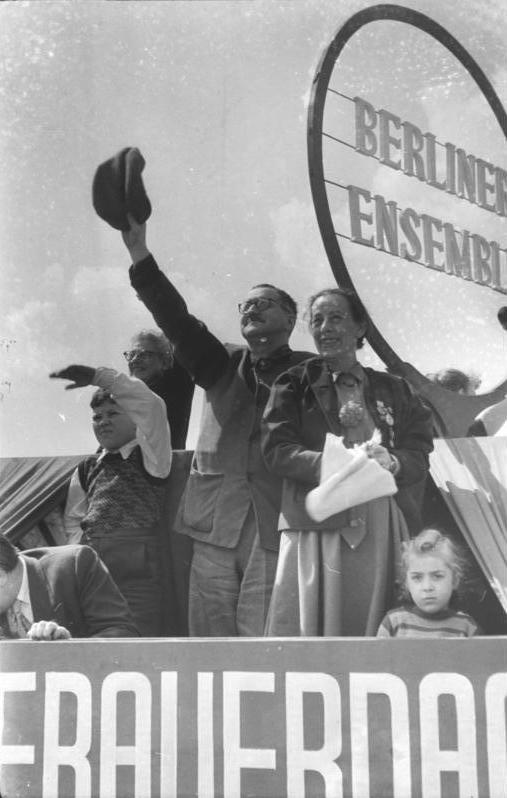
Bertolt Brecht y Helene Weigel en la manifestación del 1 de mayo de 1954.
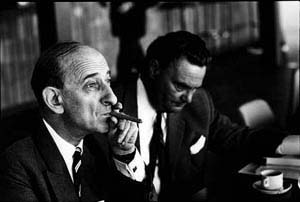
Raymond Aron, El opio de los intelectuales, 1955.

En España, la peculiar situación geoestratégica permitió la pervivencia de un régimen dictatorial, que mantuvo a la mayor parte de los intelectuales en el exilio interior o o exterior. En el bloque comunista, la disidencia fue duramente reprimida (Gulag), e incluso buena parte de la intelectualidad fiel fue obligada a someterse a mecanismos sofisticados de autocrítica (Proceso de Praga o Proceso Slansky, denunciado en la película de Costa Gavras, Yves Montand, Arthur London y Jorge Semprún L'Aveu -"La confesión"-, 1970); mientras que en los Estados Unidos se desataba la "caza de brujas" del macarthismo (denunciada metafóricamente en Las brujas de Salem de Arthur Miller, 1953). La política exterior de las superpotencias fue objeto de crítica por los intelectuales (Tribunal Russell contra la intervención estadounidense en Vietnam, 1966, denuncias de la represión soviética en Hungría en 1956 y en Checoslovaquia en 1968).

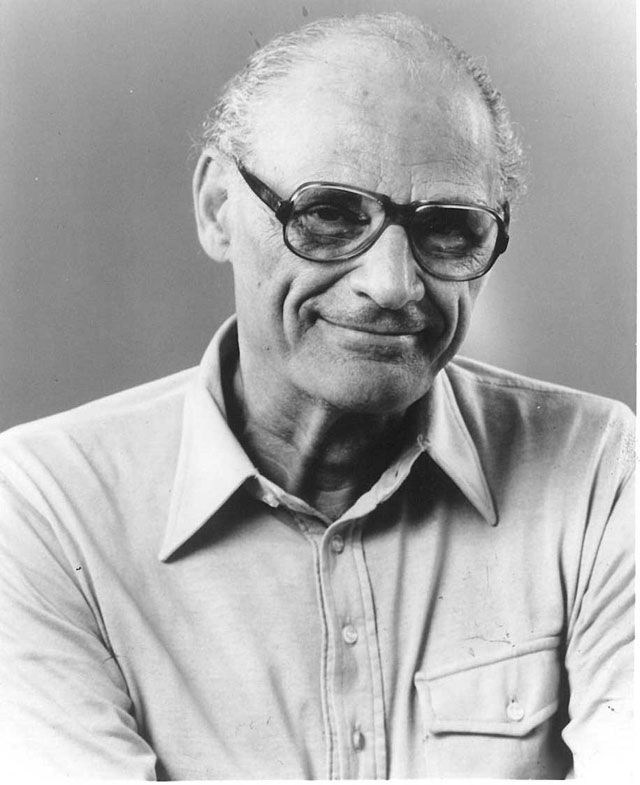
Arthur Miller.
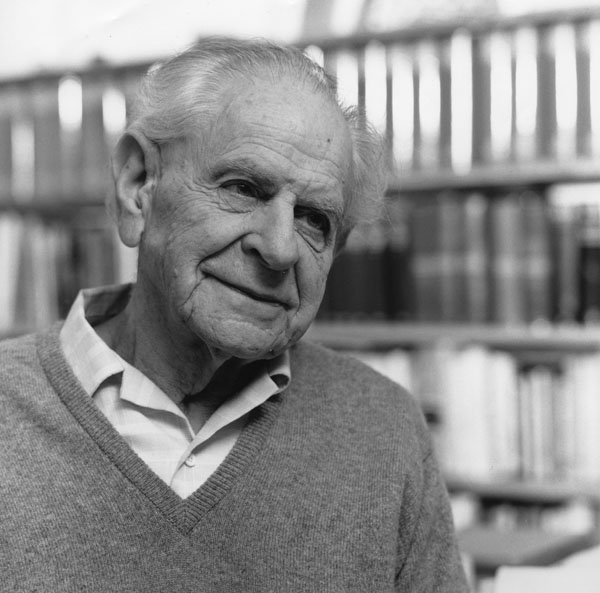
Karl Popper.
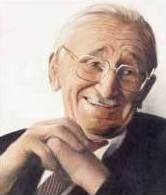
Friedrich Hayek.
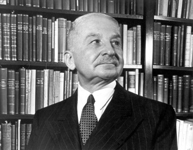
Ludwig von Mises.

El enorme prestigio de la intelectualidad de izquierdas en los países occidentales (especialmente la de versiones heterodoxas del marxismo, como la escuela de Fráncfort, la Escuela de Annales o la de Past and Present) llegó a su punto máximo durante la revolución de 1968, a partir de la cual su distanciamiento del bloque soviético fue cada vez mayor, hasta la caída del muro de Berlín (1989).

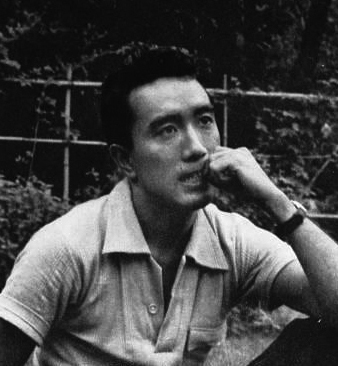
Yukio Mishima.
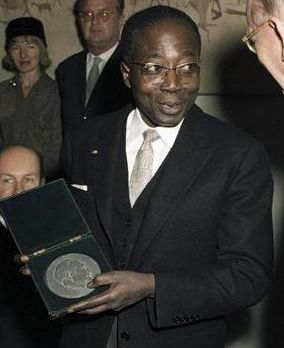
Leopold Sengor.
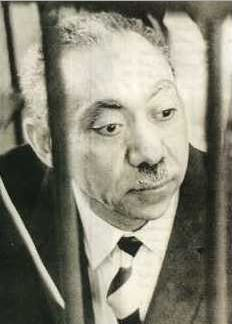
Sayyid Qutb.
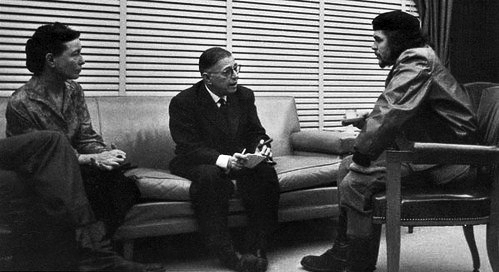
Jean-Paul Sartre y Simone de Beauvoir con el Che Guevara.

La descolonización hizo aflorar una corriente tercermundista, mientras que la Iglesia católica se sometía a un proceso de aggiornamento (Concilio Vaticano II, teología de la liberación) que se recondujo por los sectores conservadores a partir del pontificado de Juan Pablo II y de Benedicto XVI (quien, con el nombre de John Ratzinger, se había destacado como uno de los teólogos del Concilio, y cuyo distanciamiento de Hans Kung es especialmente significativo). En el cristianismo evangélico estadounidense los fenómenos más espectaculares fueron, en cada lado del espectro político, el compromiso de algunos clérigos con el movimiento por los derechos civiles, liderado por Martin Luther King; y el surgimiento de los telepredicadores y el reforzamiento de la denominada mayoría moral, de carácter extremadamente conservador, y muy influyente en el ala derecha del partido republicano (Jerry Falwell, Pat Robertson). Parte de la intelectualidad católica progresista latinoamericana optó por implicarse en la lucha armada de los movimientos guerrilleros; una opción por la violencia hasta cierto punto semejante a la que habían iniciado los más radicales del movimiento estadounidense (Malcolm X, que se había convertido al islam, y que, como Martin Luther King y los hermanos Kennedy, acabó asesinado).

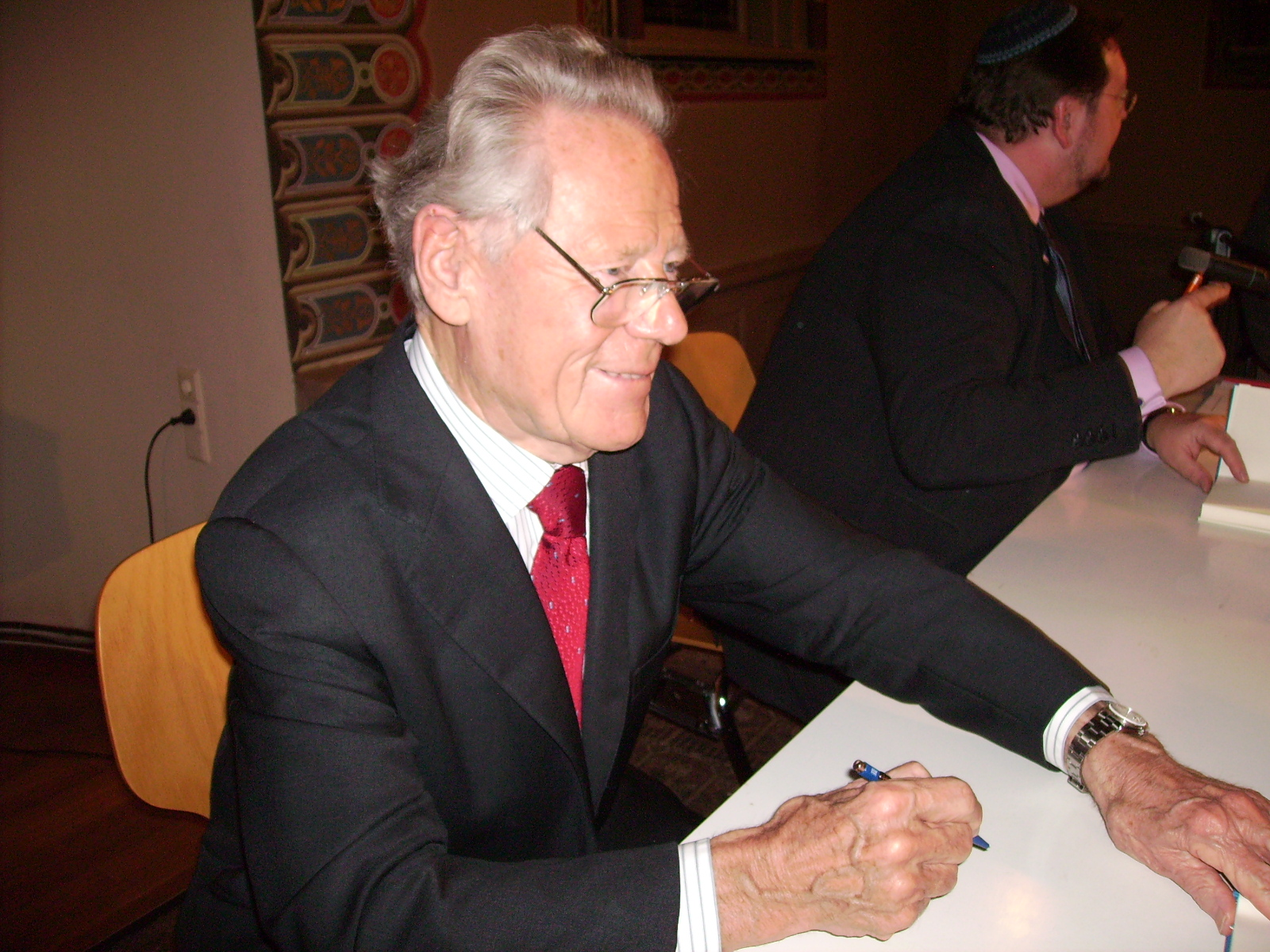
Hans Küng.
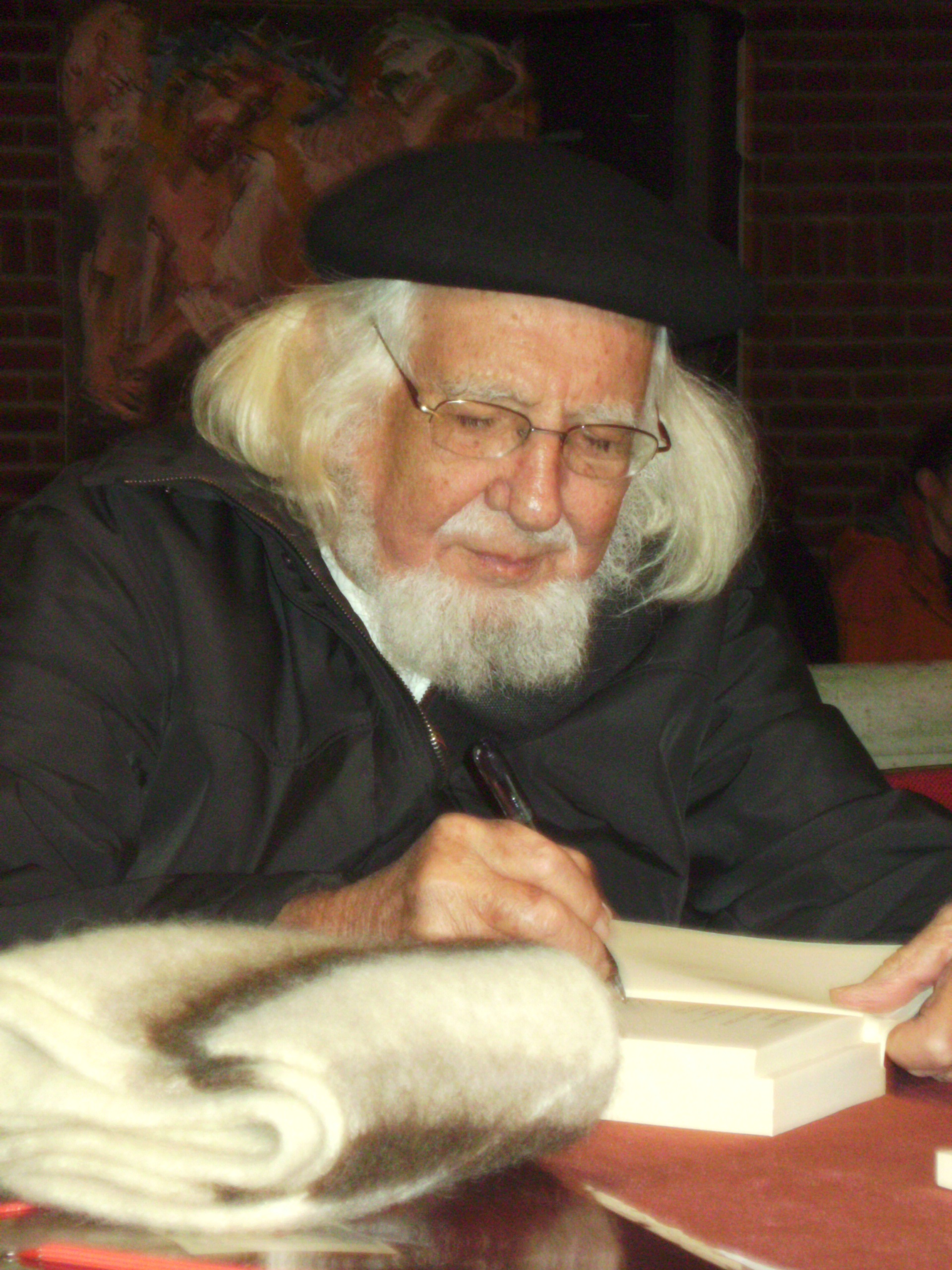
Ernesto Cardenal.
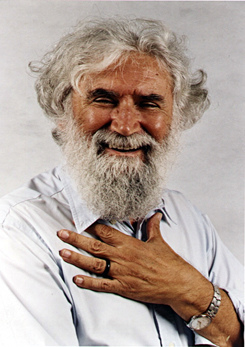
Leonardo Boff.
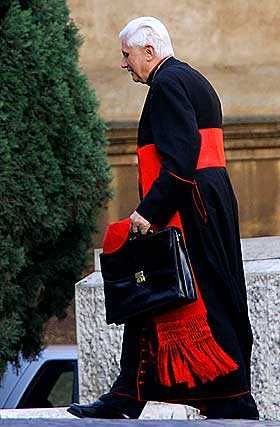
Joseph Ratzinger.

La antipsiquiatría y las corrientes de renovación o reforma educativa (Piaget, Freire, Spock, Neill, Escuela de Summerhill, El libro rojo del cole), tuvieron un gran impacto instituconal y social.

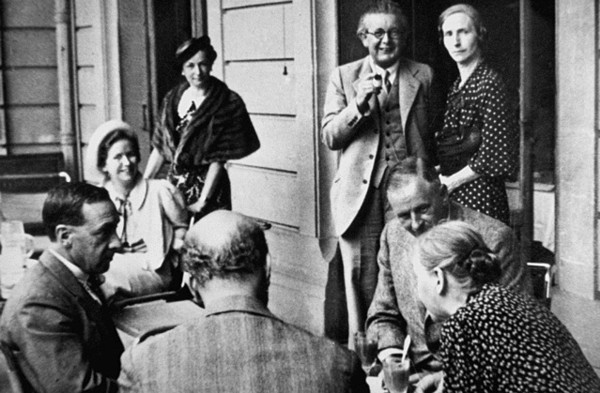
Jean Piaget durante una conferencia del Bureau international d’éducation.
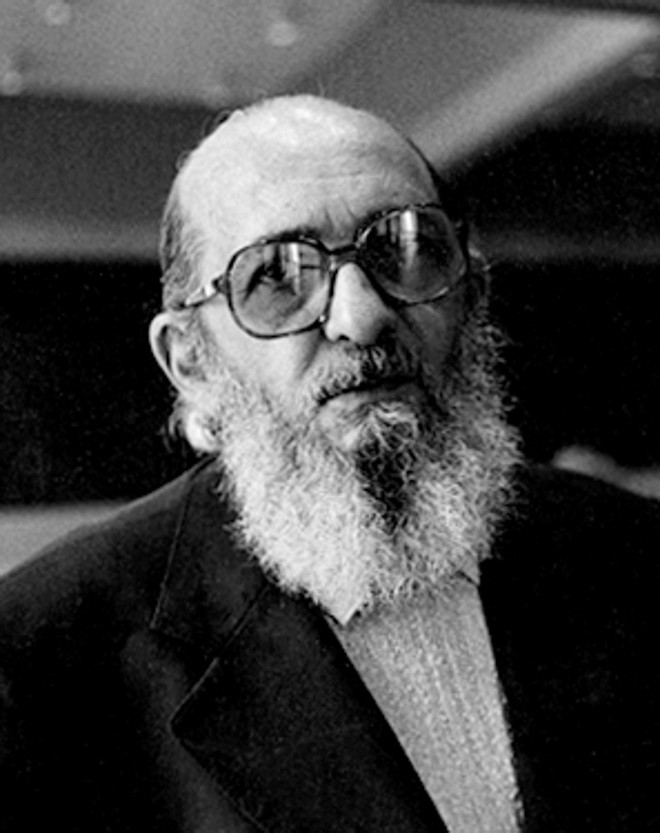
Paulo Freire.
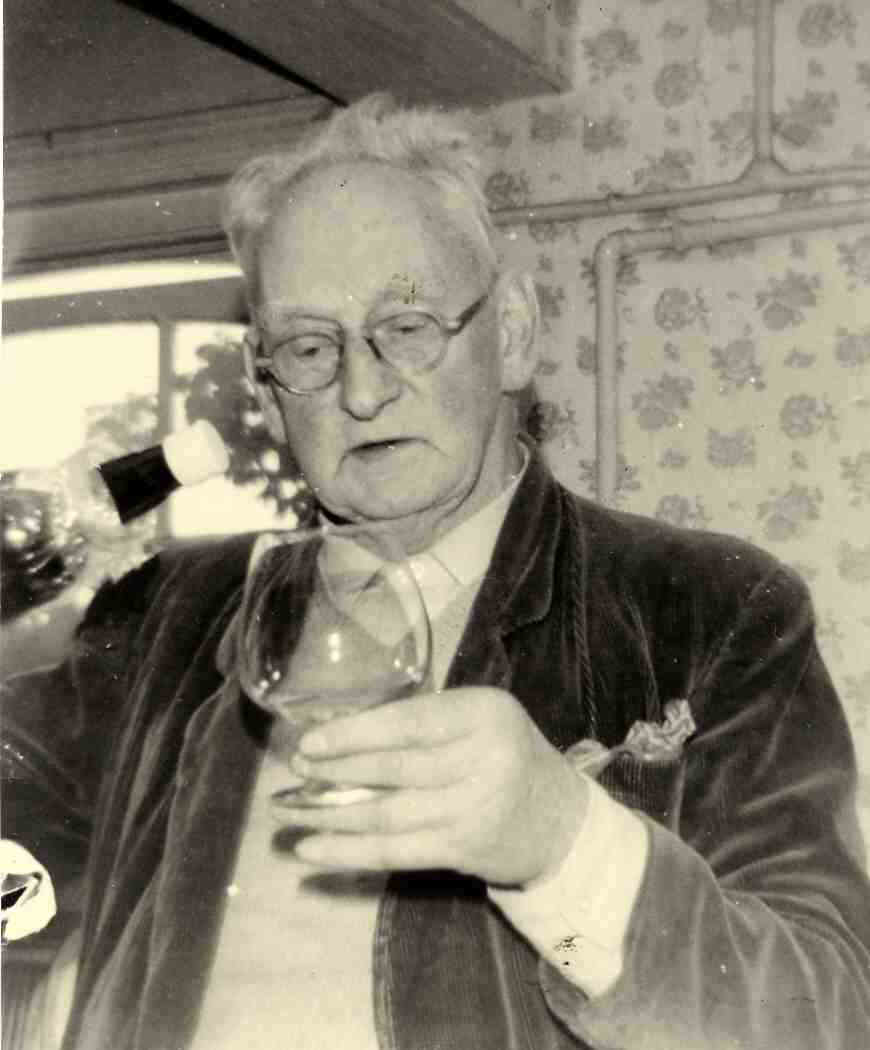
Alexander Sutherland Neill.

Tres intelectuales rumanos emigrados a Francia (Mircea Eliade, Eugen Ionescu y Emil Cioran), relacionados de forma ambivalente con los movimientos cardinales del siglo XX, entre el fascismo de entreguerras y el progresismo del 68, protagonizaron una de las páginas más discutidas de la historia intelectual europea.

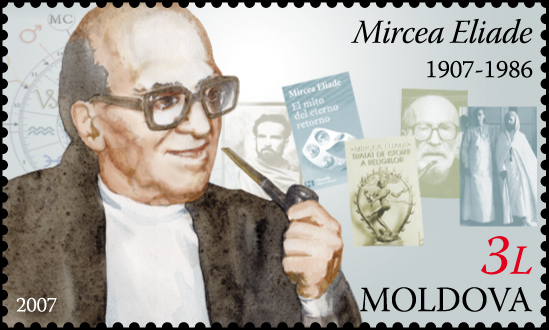
Sello conmemorativo del centenario de Eliade.
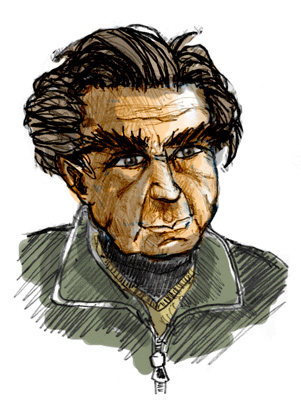
Cioran.

### Finales delsigloXXy comienzos delsigloXXI
La interpretación del mundo actual es muy diversa, desde enfoques a veces complementarios, a veces opuestos, etiquetados como postestructuralismo, deconstrucción, postmodernidad, desmodernización, pensamiento débil, tercera vía, pensamiento complejo, etc.
El final del siglo XX estuvo presidido por la continuidad de la presencia de intelectuales protagonistas o herederos del 68, como Foucault, Bourdieu, Baudrillard, Lacan, Barthes, Lyotard, Derrida, Deleuze, Glucksmann, Touraine, Vattimo, Jameson, Rorty o Chomsky.

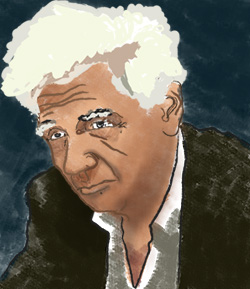
Jacques Derrida.
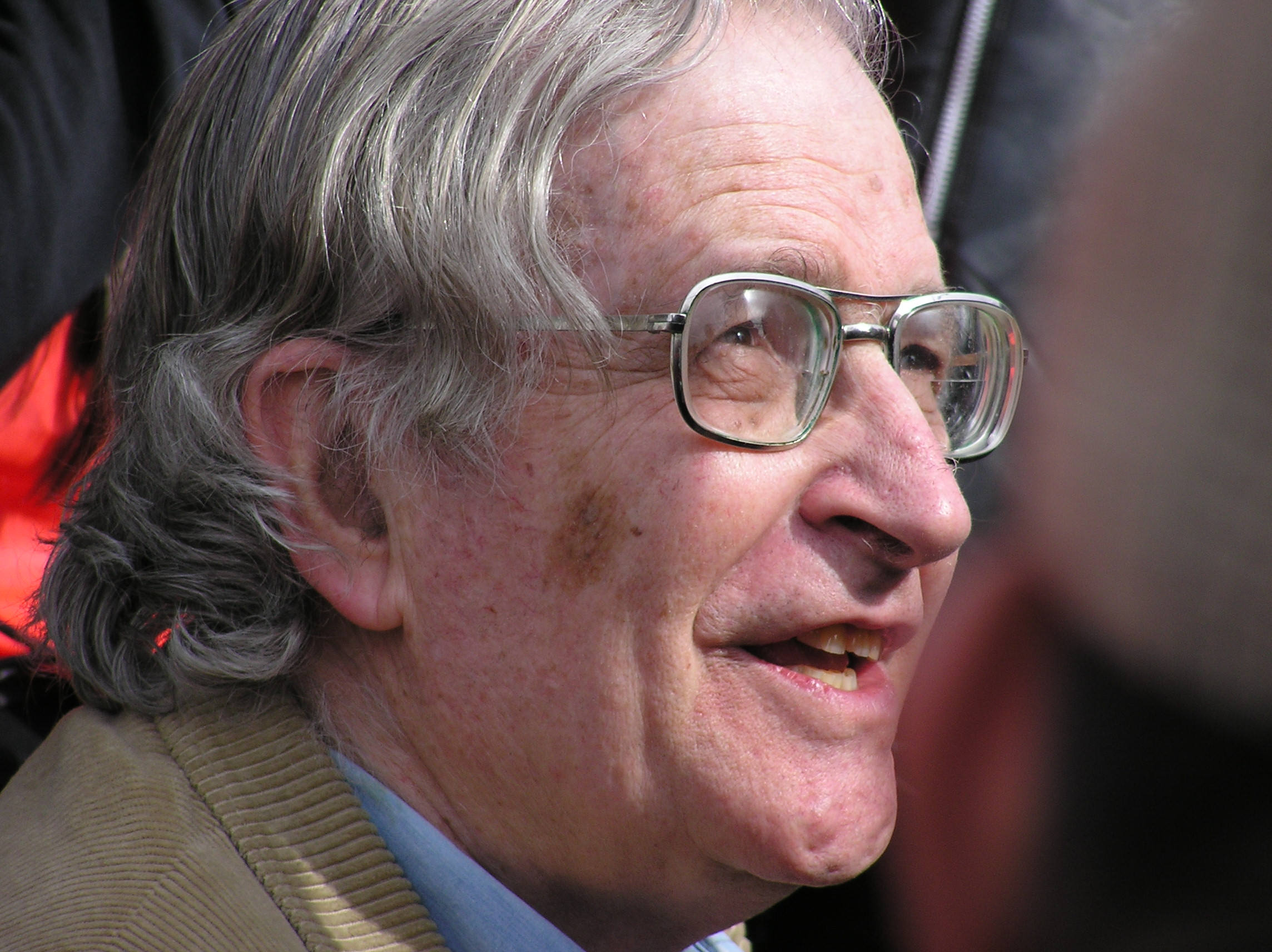
Noam Chomsky.
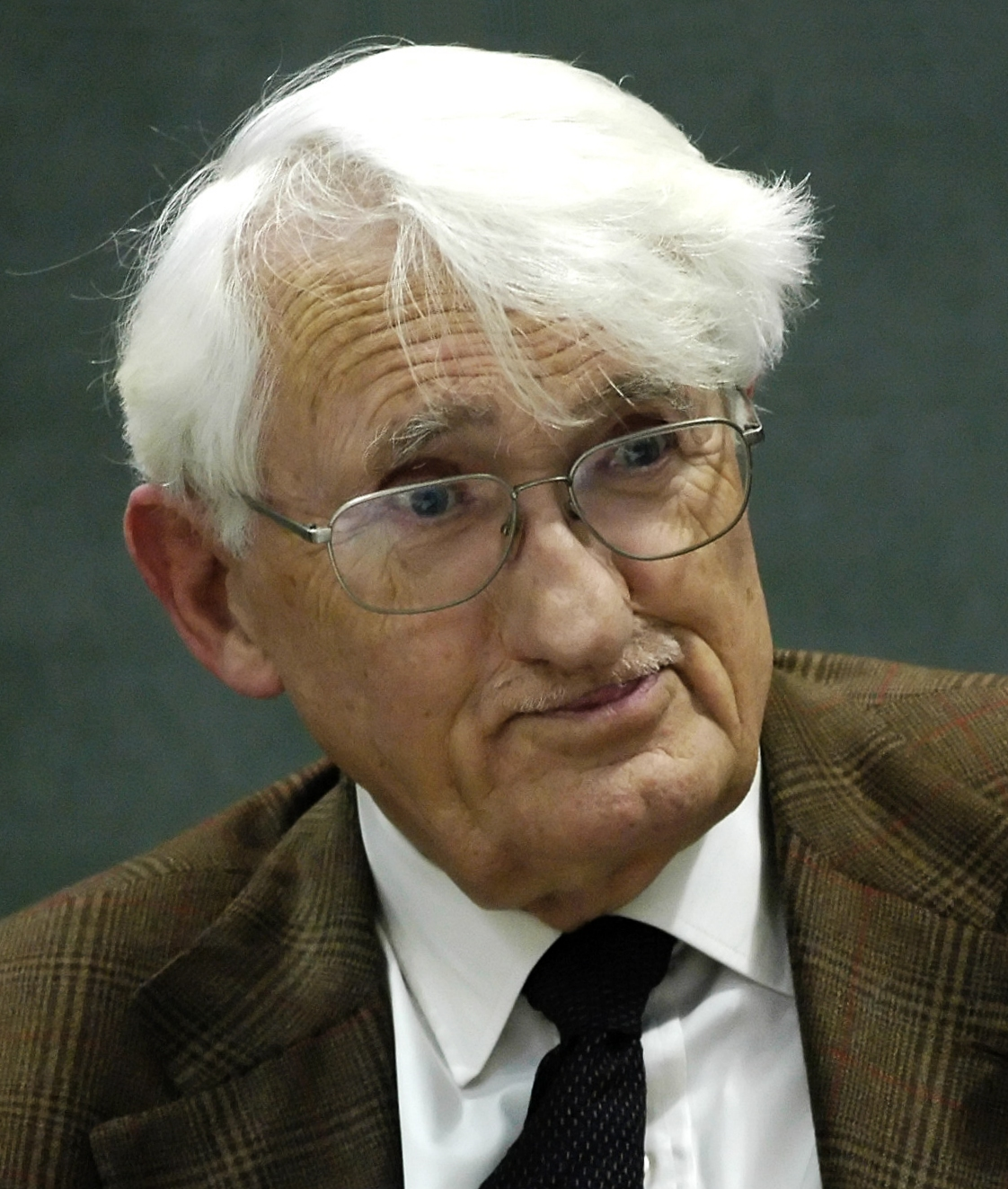
Jürgen Habermas

En ámbito hispanohablante han tenido un fuerte protagonismo los literatos identificados con la etiqueta editorial "boom latinoamericano" (promovida por Carlos Barral: García Márquez, Vargas Llosa, Fuentes, Cabrera Infante, Cortázar, Sabato o Benedetti).

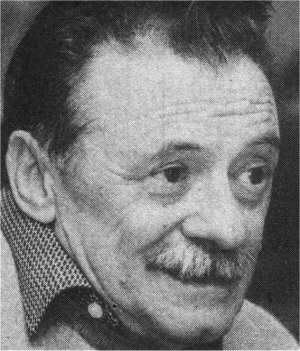
Mario Benedetti.
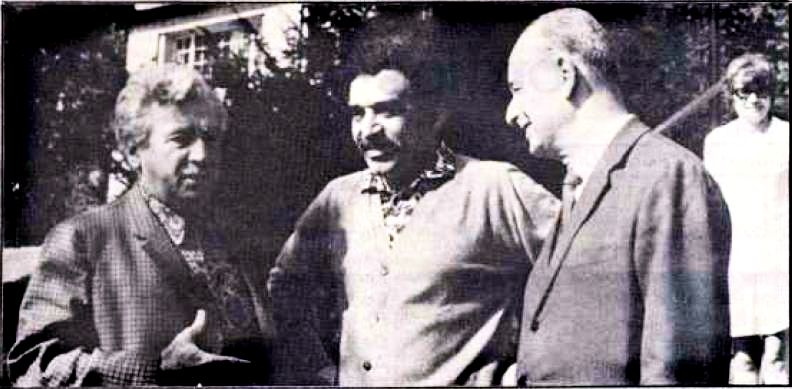
Adonias Filho, Jorge Amado y Gabriel García Márquez.

De la centralidad del propio concepto de "intelectual" en la reflexión de los "intelectuales" es muestra la publicación de la obra de Sartre Plaidoyer pour les intellectuels ("En defensa de los intelectuales", 1972), uno de los "padres" del 68, contestado por uno de los "hijos" del 68, Bernard-Henri Lévy, con Eloge des intellectuels ("Elogio de los intelectuales", 1987); un juego parafrástico similar al que en el siglo XIX hicieron Proudhon y Marx con Filosofía de la miseria y Miseria de la filosofía (1847). A su vez, Levy y Michel Houellebecq utilizaron el ágil medio del correo electrónico para lo que antes se producía más pausadamente mediante el intercambio epistolar (Ennemis publics, 2008).
En Alemania tuvo especial trascendencia la denominada "polémica de los historiadores" de la década de los ochenta (previa a la reunificación alemana de 1989) desencadenada por el intercambio de opiniones entre el filósofo Jürgen Habermas (que sostenía la presencia constante del nazismo) e historiadores como Ernst Nolte y Joachim Fest (quienes pretendían tomar distancia frente a "ese pasado que no pasa" analizando cuestiones tan espinosas como el Holocausto desde una perspectiva que a sus oponentes parecía casi justificadora, equiparando nazismo y comunismo).

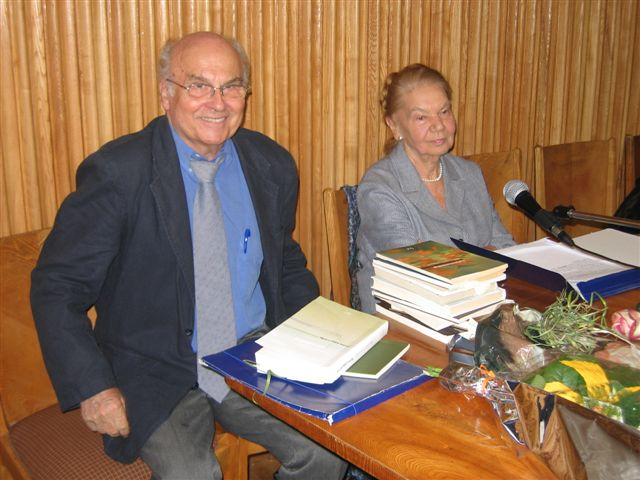
Ryszard Kapuscinski y Julia Hartwig.
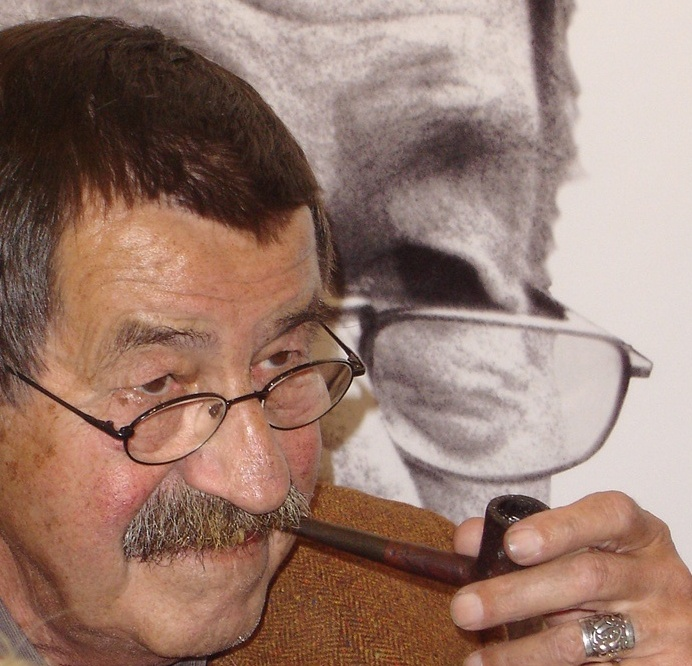
Günter Grass.
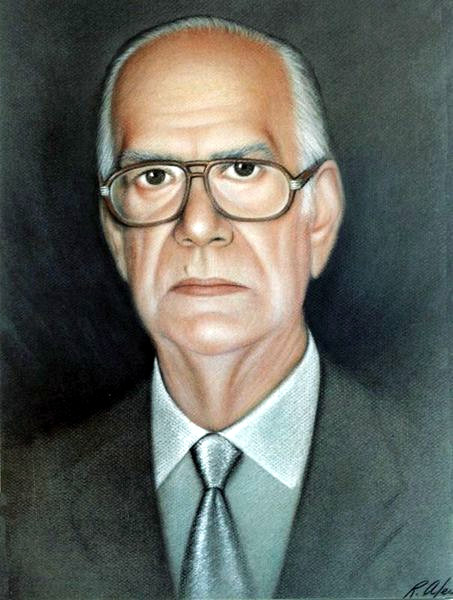
Camilo José Cela.

Periódicamente se han suscitado escándalos por la revisión del pasado nazi, franquista o comunista de figuras como Gunter Grass, Cela, Aranguren, Kundera o Kapucinski, especialmente por cuanto (en el caso de los cuatro últimos) pudieron actuar como informadores de autoridades dictatoriales contra otros intelectuales. También han originado polémica la calificación alternativa de "revisionista" o "negacionista", e incluso la persecución judicial, de distintas producciones intelectuales que, de diversos modos, reivindican el fascismo, el nazismo o el franquismo, o procuran distanciarse de lo que denuncian como imposición de una "historia oficial" definida desde un paradigma progresista o "pensamiento único" (David Irving, Robert Faurisson, Roger Garaudy -para el caso español, Pío Moa o César Vidal-). Otros autores desarrollan la denuncia de los crímenes de los regímenes comunistas, como Jean-François Revel o Stéphane Courtois (El libro negro del comunismo, 1997) y se inscriben en un ámbito más asumido académicamente.
La identificación de actitudes sofisticadas o esteticistas dentro de la intelectualidad progresista suscitó su calificación peyorativa como gauche divine o gauche caviar ("izquierda divina" o "izquierda caviar"), Toskana-fraktion ("fracción toscana"), champagne socialism o chardonnay socialism ("socialismo champán" o "socialismo chardonnay") o rödvinsvänster ("izquierda de vino tinto" -lo que en Suecia, donde el vino no es la bebida propia de las clases bajas, hay que entender como "izquierda enológica"-).

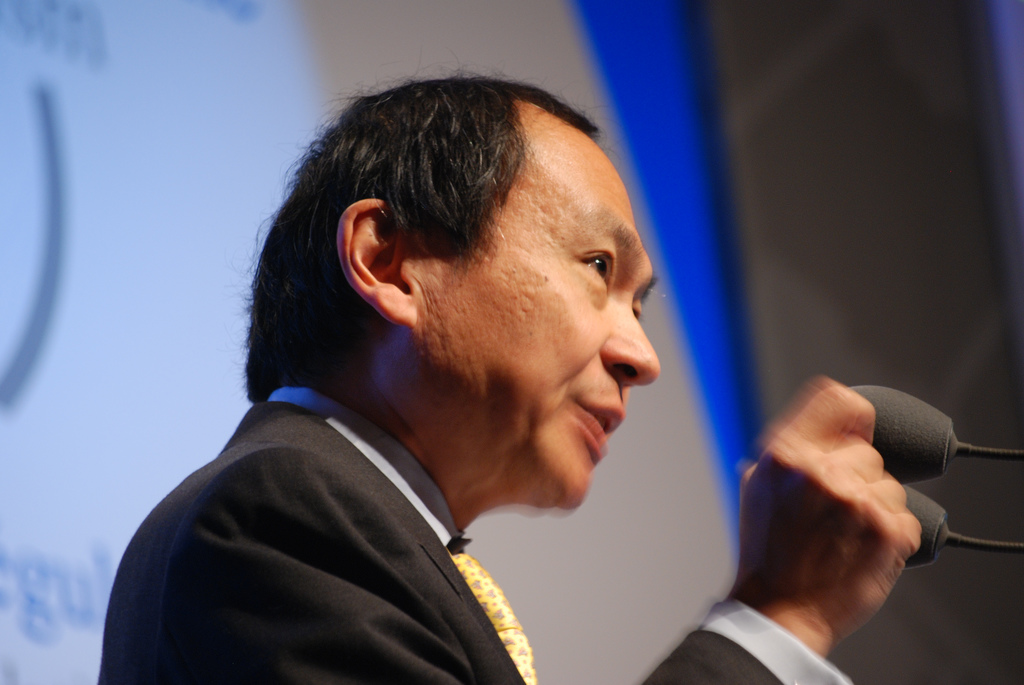
Francis Fukuyama.
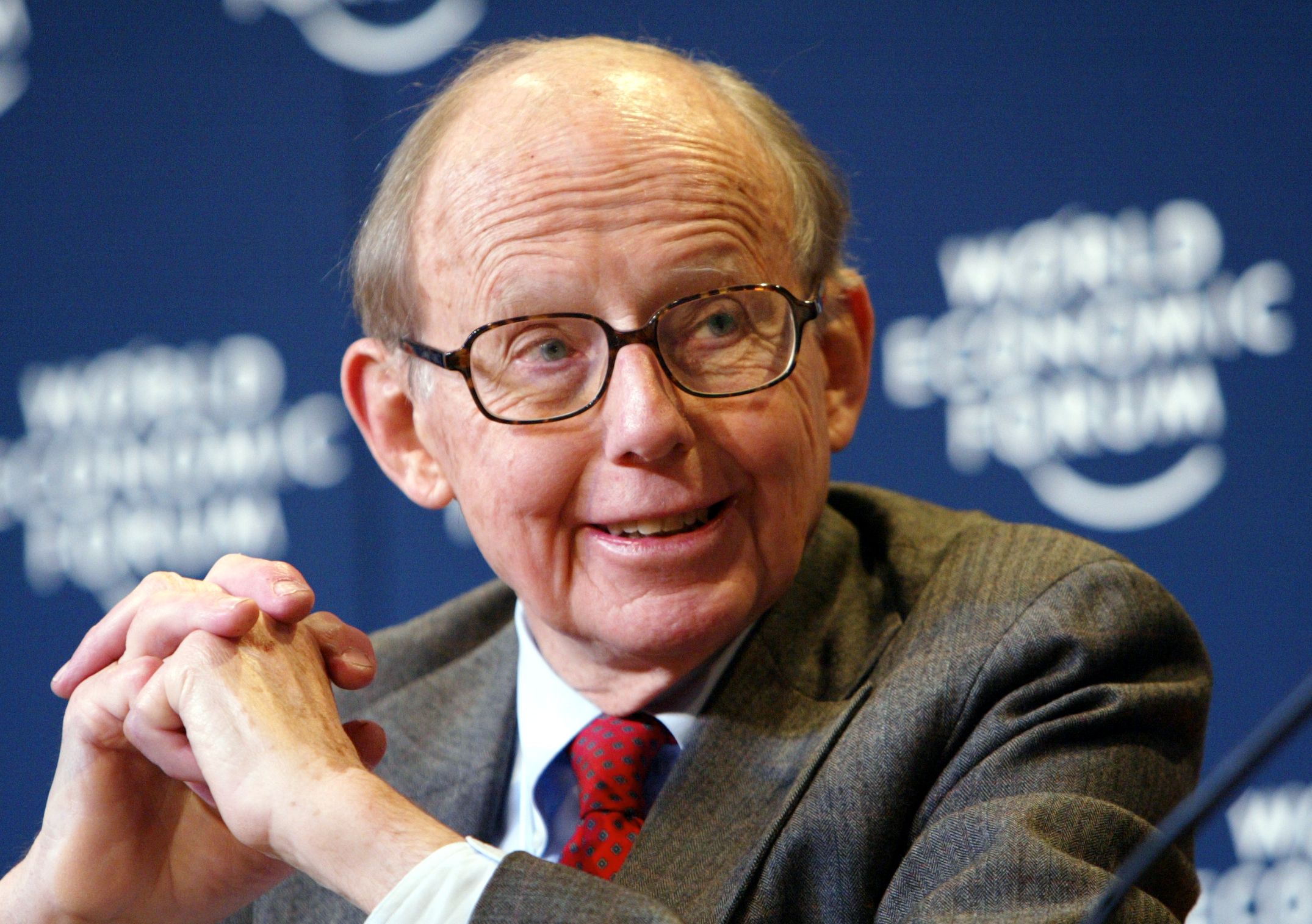
Samuel P. Huntington.

La desaparición del bloque soviético a partir de la caída del muro de Berlín (1989) dio lugar a contradictorios pronósticos, entre los que destacaron una visión hegeliana de "final de la historia", con el triunfo definitivo de la democracia liberal (El fin de la Historia y el último hombre de Fukuyama, 1992); y una visión conflictual, en la que Occidente se enfrentaba a múltiples retos que habrían de resolverse violentamente (el Choque de civilizaciones de Huntington, 1993).

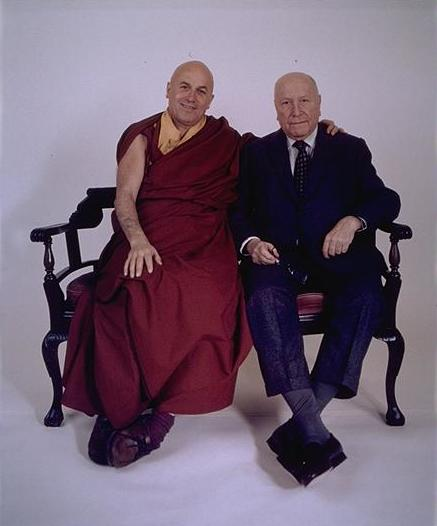
Jean-François Revel y Matthieu Ricard.
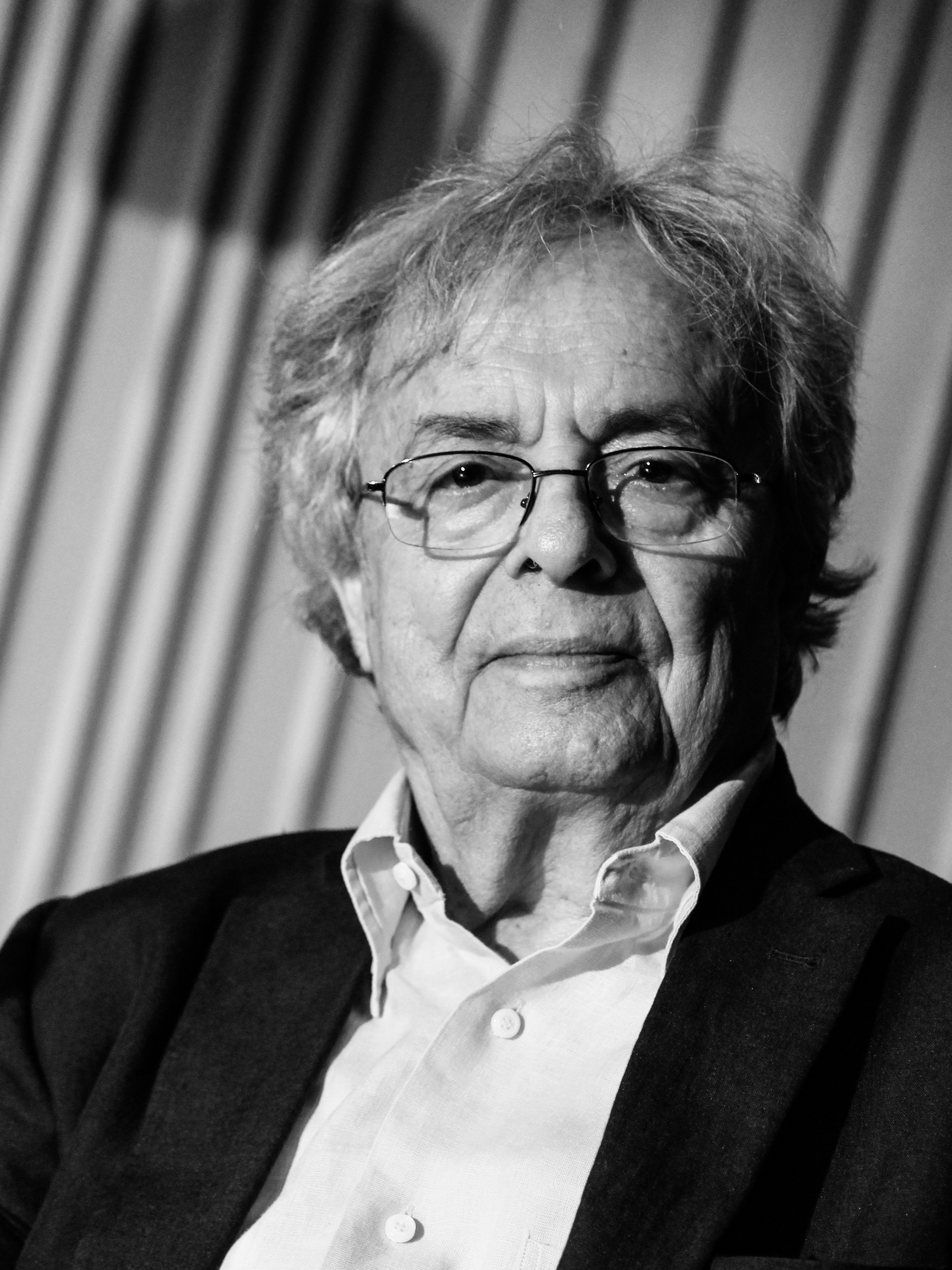
Ali Ahmad Said Asbar, Adonis.
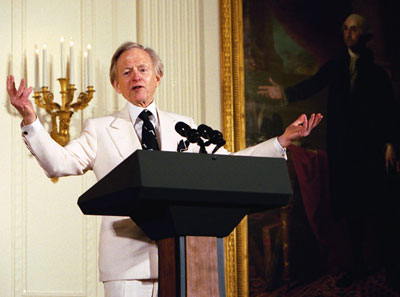
Tom Wolfe.
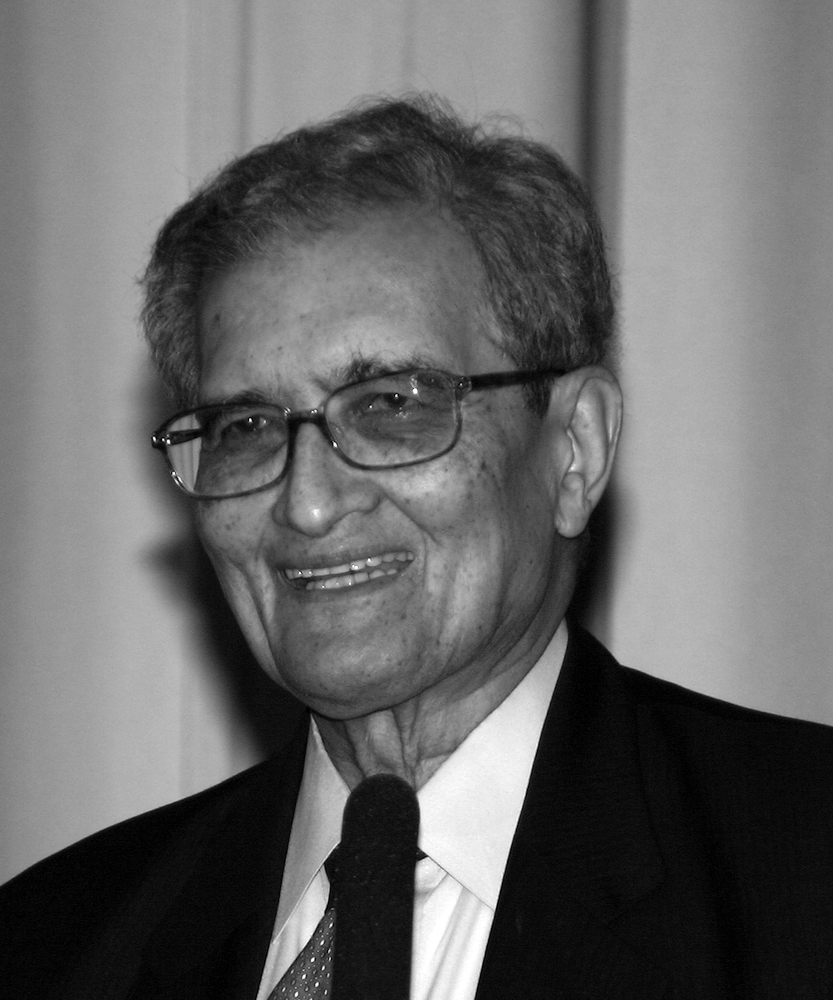
Amartya Sen.

La reaparición del pensamiento integrista fue prevista hasta cierto punto por Malraux: el siglo XXI será religioso o no será. La repercusión mundial de la fatwa del Ayatolá Jomeini (desde 1979 líder de la revolución iraní) al escritor Salman Rushdie (1989), que desde entonces vive bajo amenaza de muerte, evidenció el nuevo periodo en que se estaba entrando.

Jomeini.
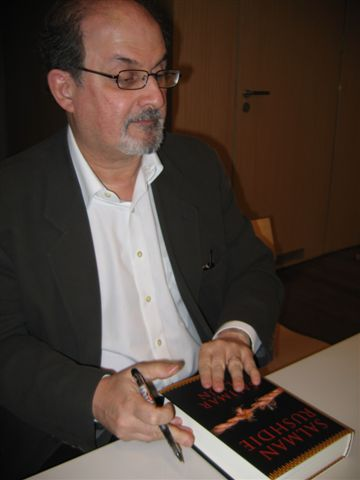
Salman Rushdie.

La presión del crecimiento económico y demográfico (denunciados como problemáticos desde 1970 por el Club de Roma) sobre el medio ambiente (Rachel Carson, Primavera silenciosa, 1962) convirtió al ecologismo es un movimiento de enorme capacidad movilizadora en la sociedad, e hizo que la polémica sobre los límites del desarrollo implicara de un modo muy directo a los científicos en el debate político. Las innovaciones científico-técnicas, especialmente en el terreno de la biología, pasaron a un lugar central entre los temas de debate intelectual; alguno de ellos radicalmente nuevos (los límites de la bioética) y alguno recurrente desde el siglo XIX (la persistente capacidad del evolucionismo para generar controversia, dentro del inacabable tema de las relaciones entre ciencia y religión, razón y fe).

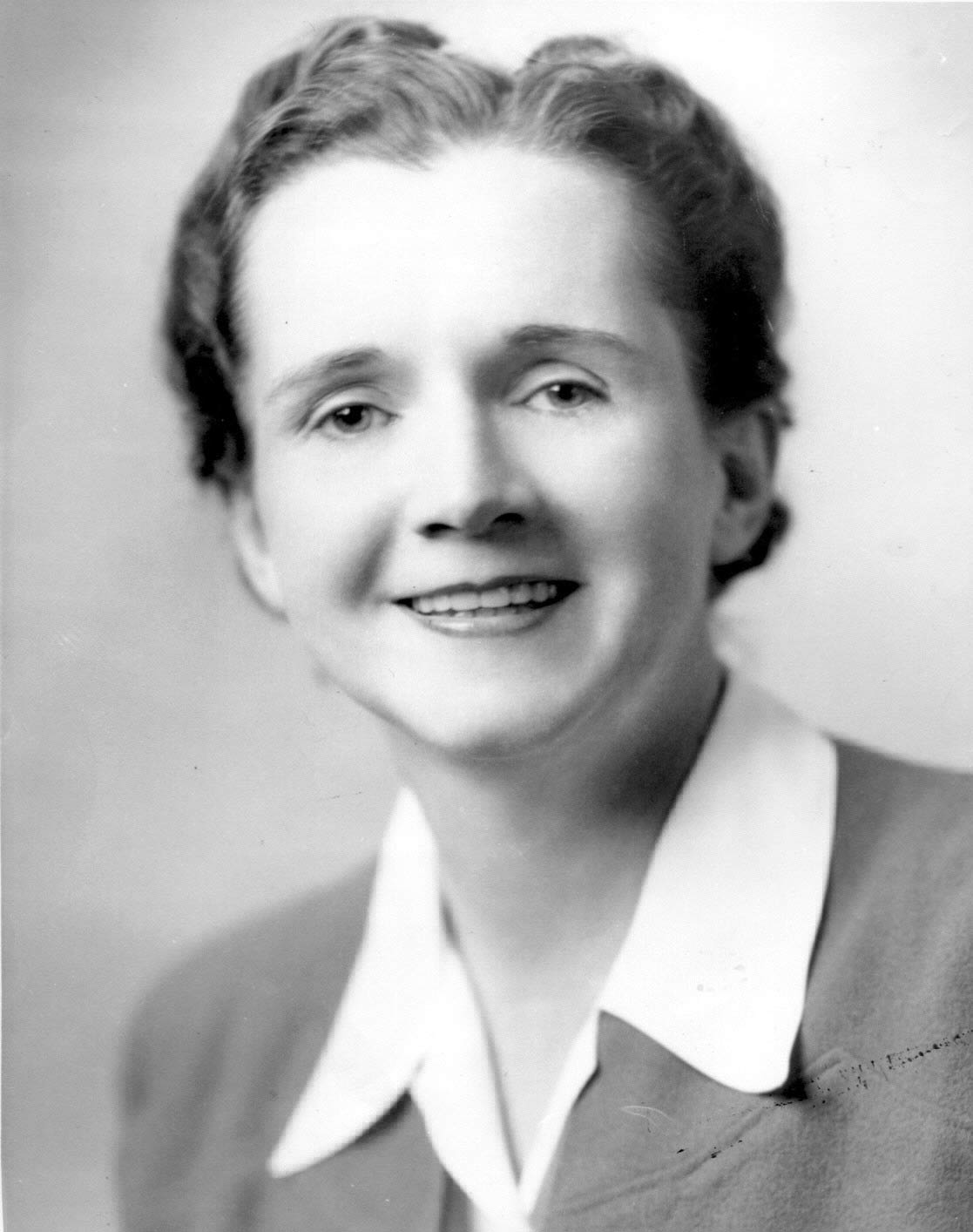
Rachel Carson.
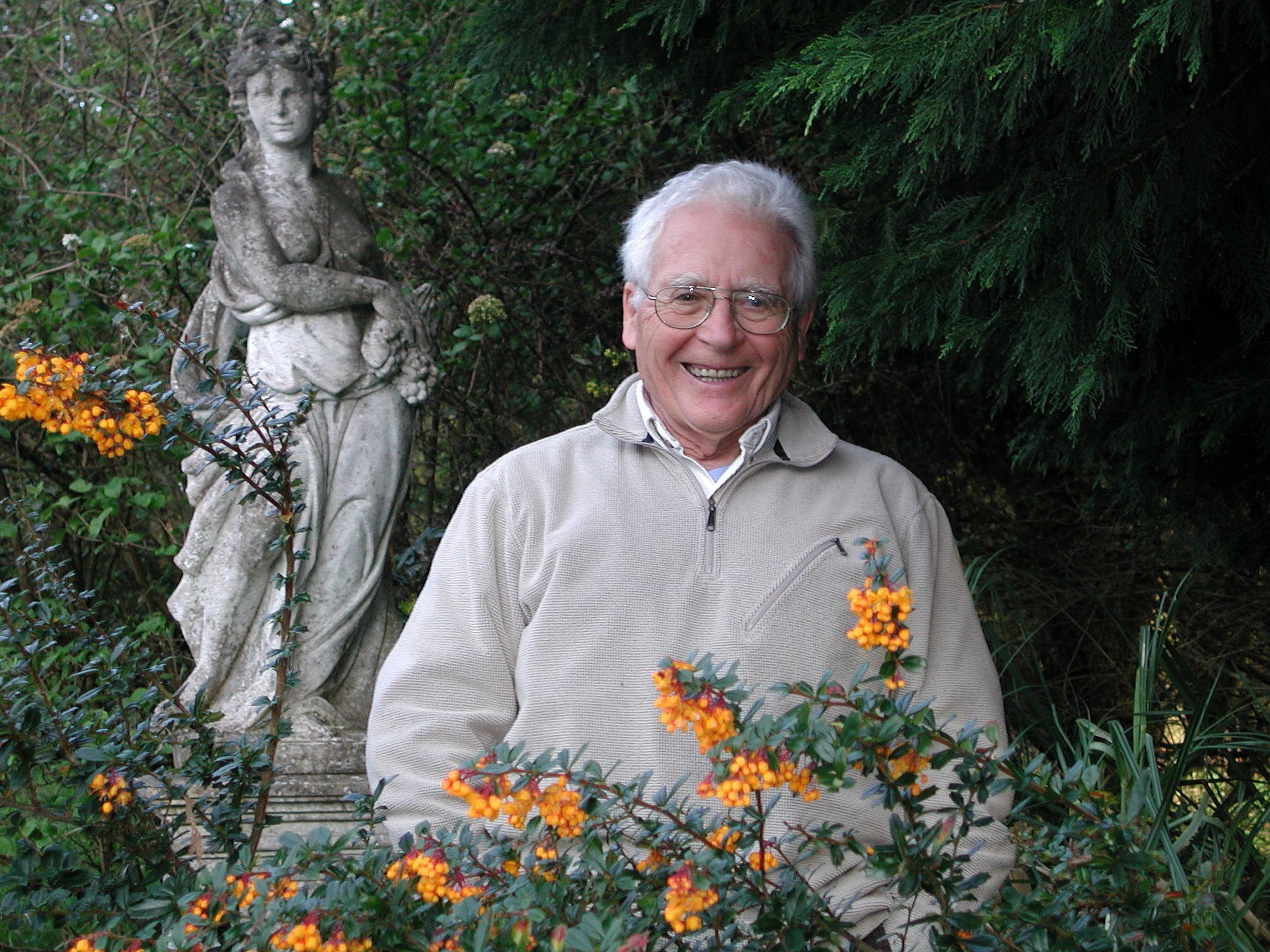
James Lovelock.
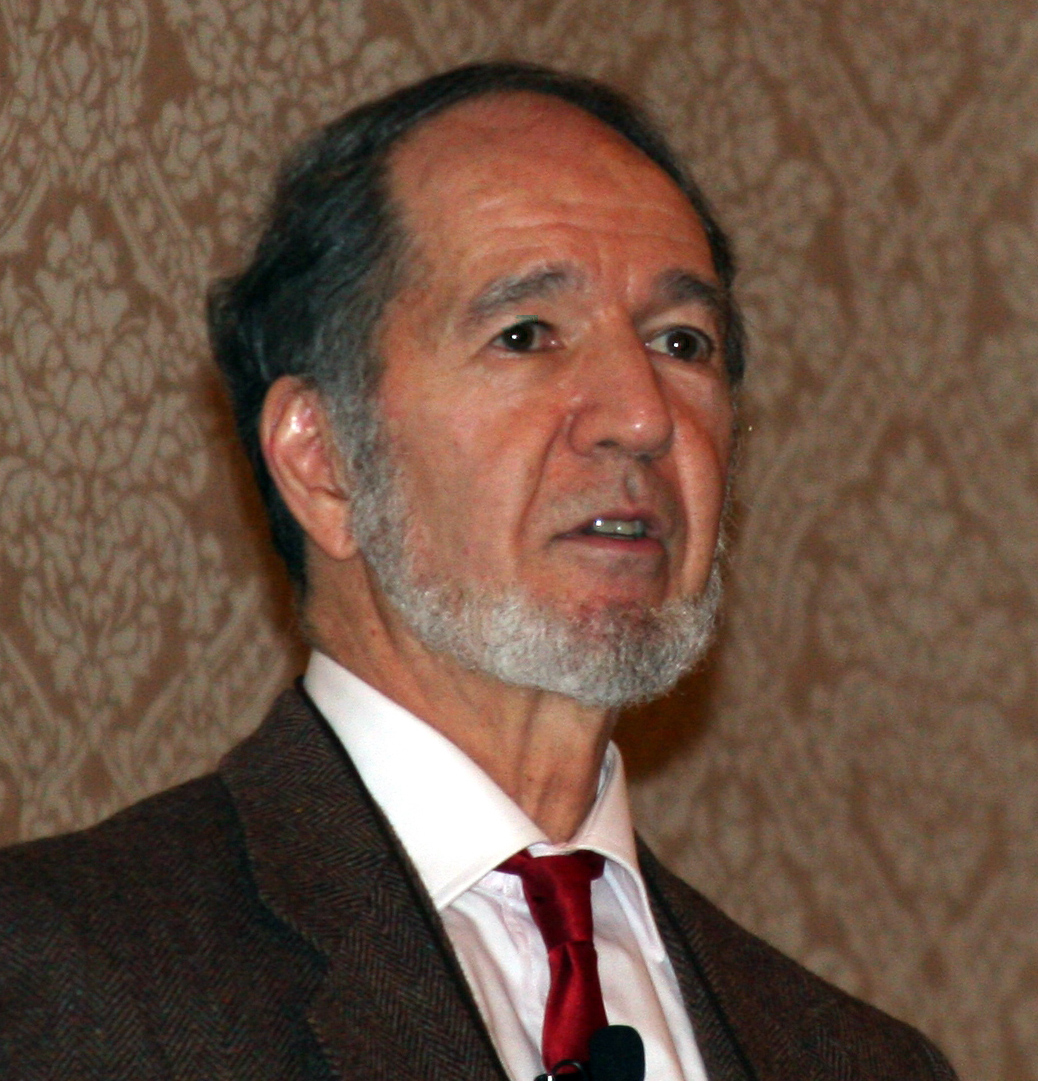
Jared Diamond.
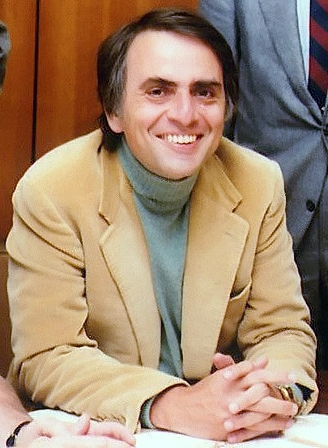
Carl Sagan.

Intelectuales provenientes de generaciones anteriores han reconectado con las movilizaciones juveniles, como ocurrió el el 68 (Hessel, Morin, Sampedro, Saramago, García Calvo).

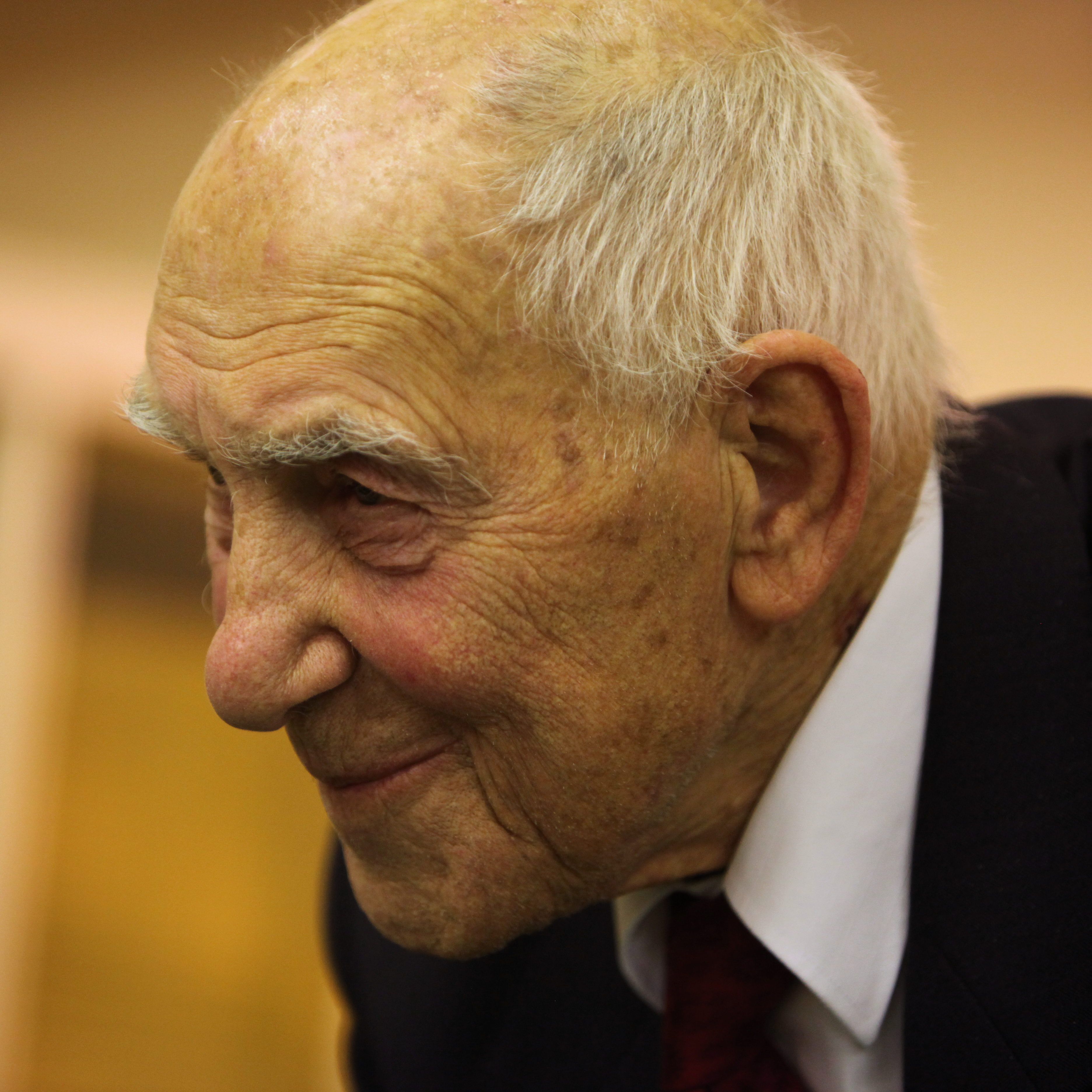
Stéphane Hessel.
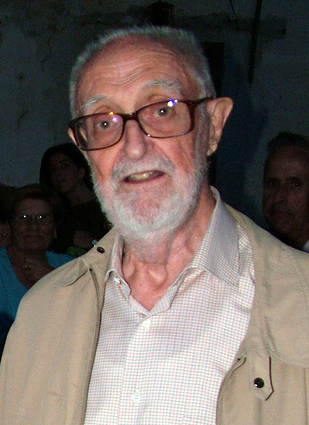
José Luis Sampedro.
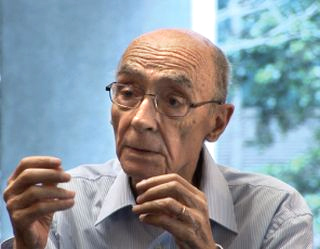
José Saramago.
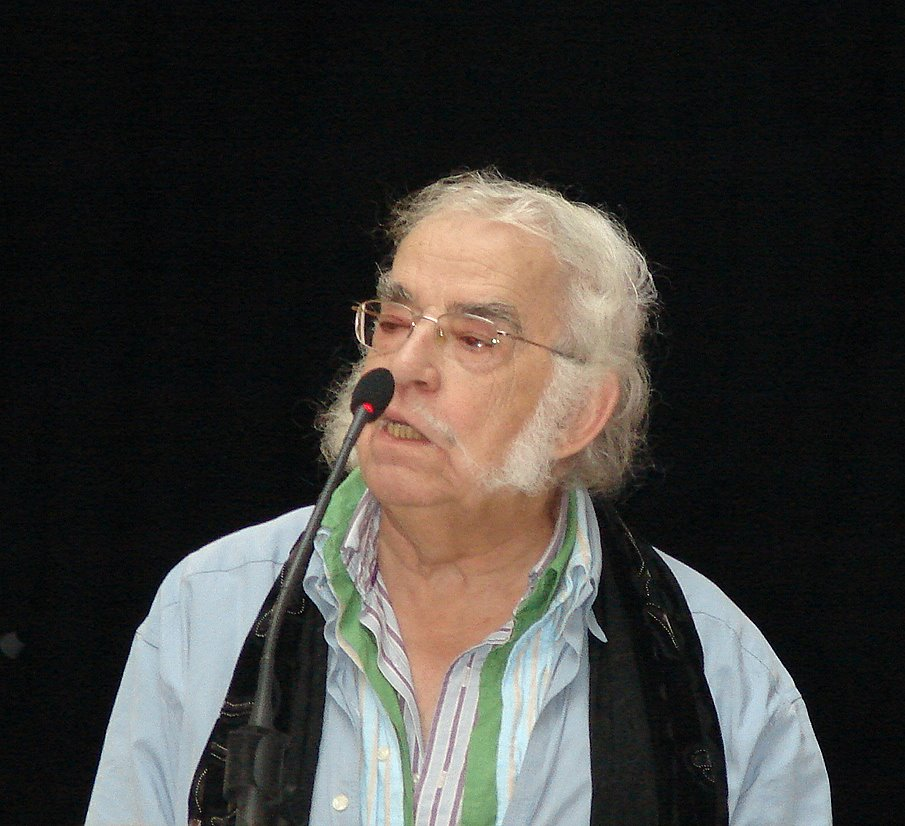
Agustín García Calvo.

Las migraciones y el debate intercultural e interreligioso han hecho surgir tanto propuestas de multiculturalismo como su contestación; intensificándose la búsqueda de interlocutores intelectuales de occidente en otras civilizaciones, especialmente en el islam; mientras que la cada vez mayor presencia de China y los países emergentes todavía no se ha reflejado en el protagonismo de sus intelectuales: el poder blando sigue correspondiendo a los Estados Unidos y las instituciones culturales europeas. A pesar de la aceptación cada vez más asumida social e institucionalmente de las reivindicaciones feministas y de otras identidades alternativas, acusadas por sus detractores de ser una mera imposición de la corrección política, el canon occidental (compuesto casi exclusivamente de dead white males -"varones blancos muertos"-) sigue siendo la base del sistema educativo.

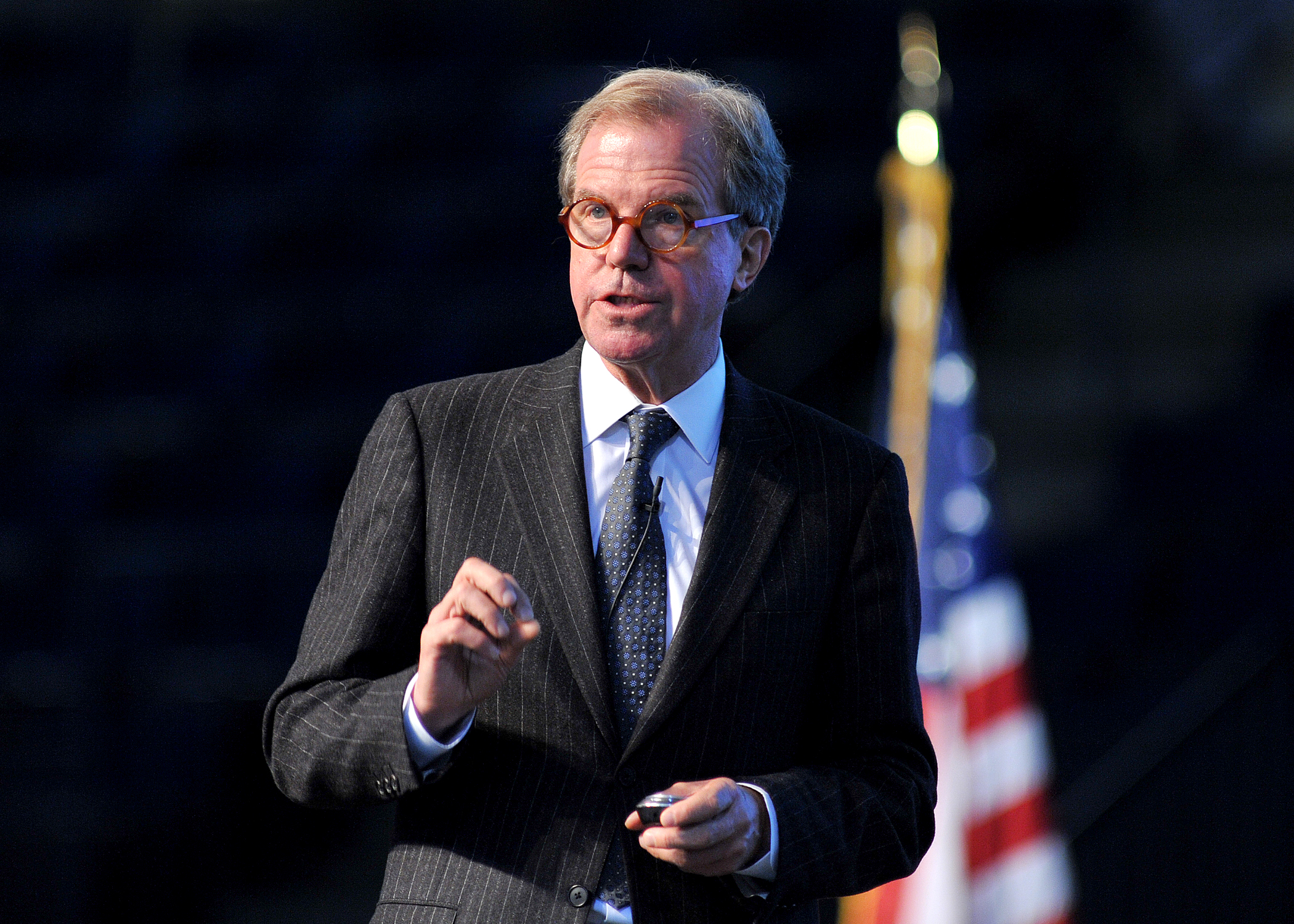
Nicholas Negroponte.
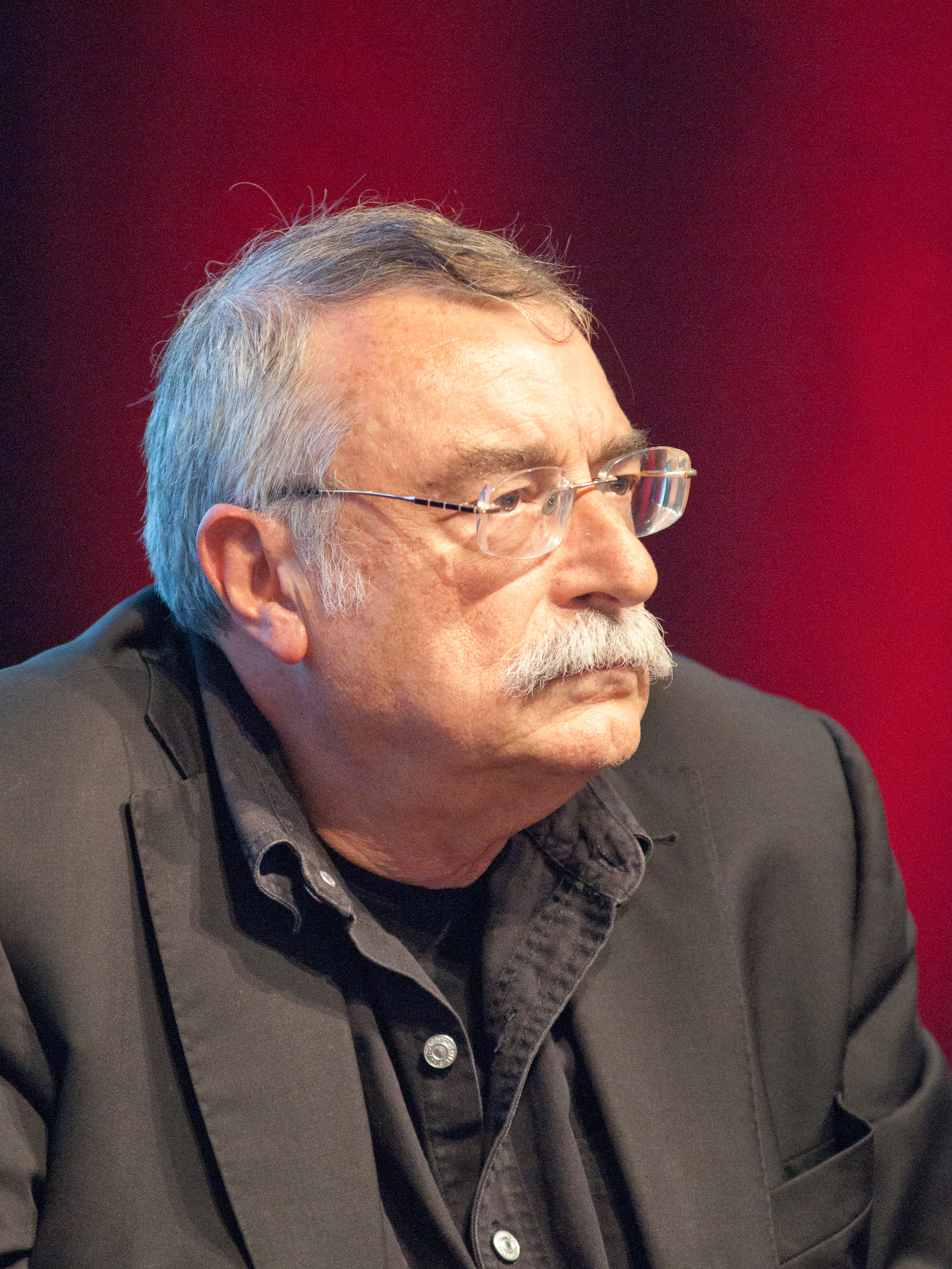
Ignacio Ramonet.
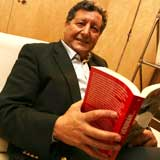
Sami Nair.
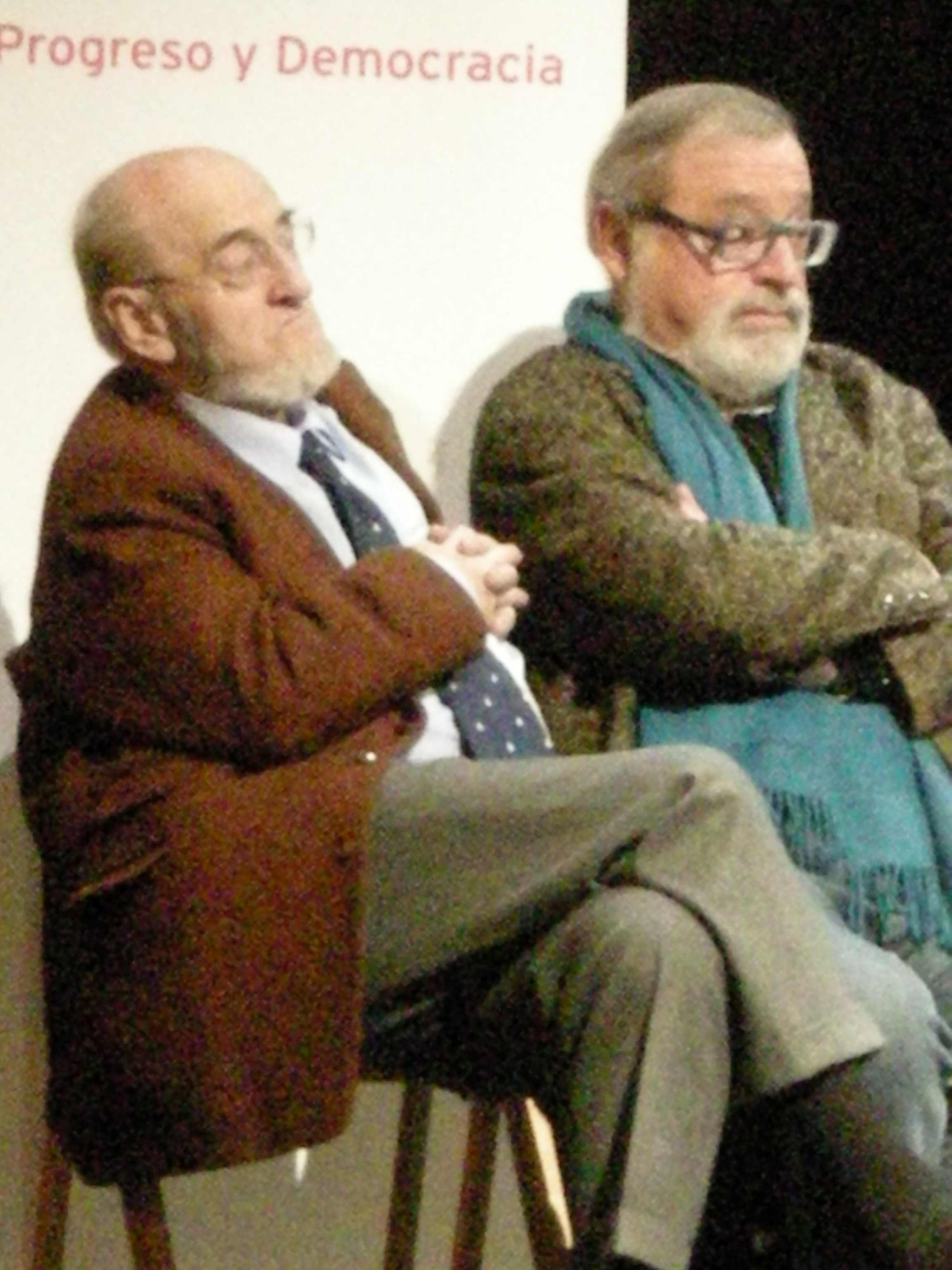
Fernando Savater y Álvaro Pombo.

## Intelectual orgánico

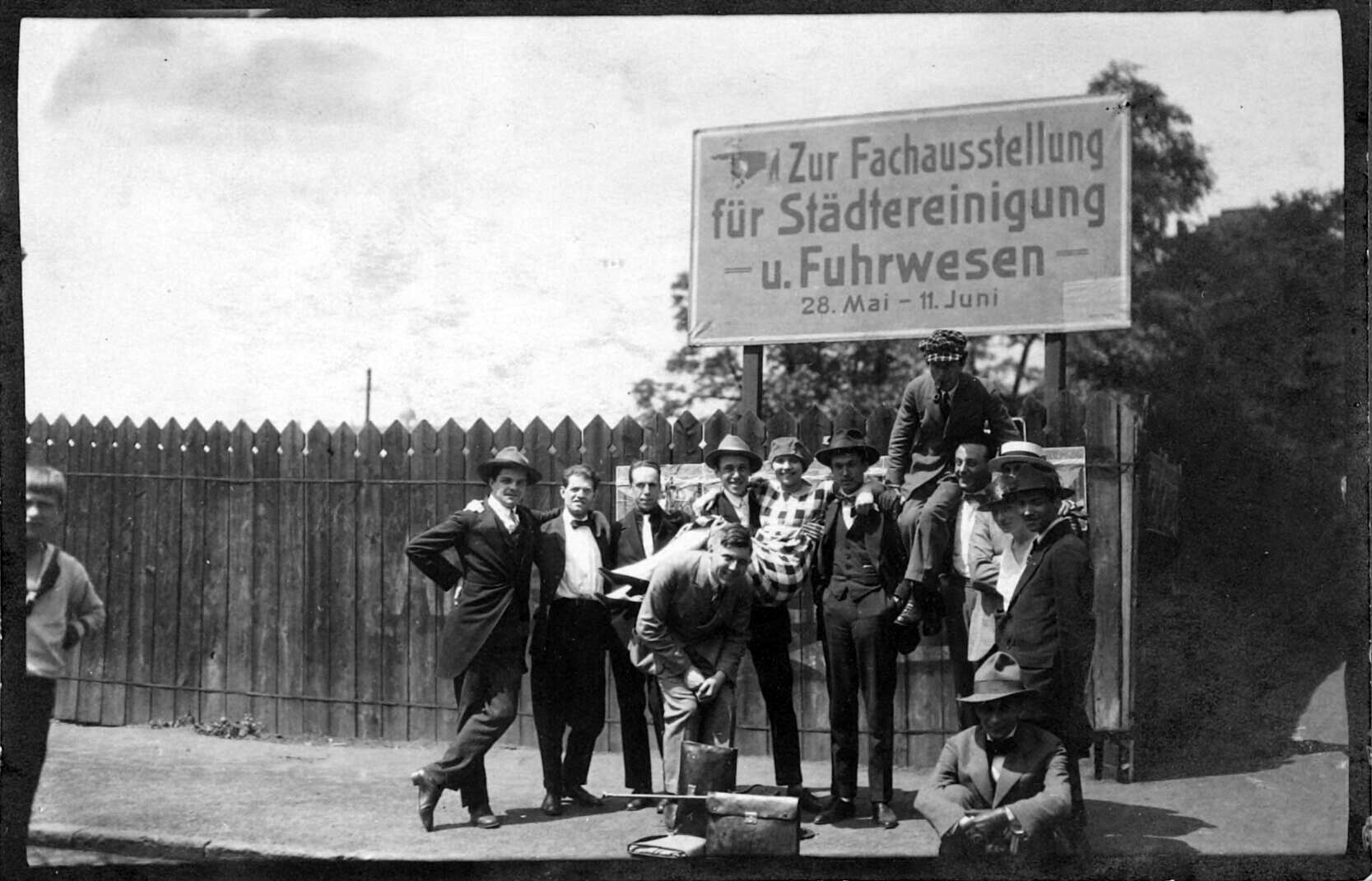
Primer Congreso Internacional de Artistas Progresistas, Düsseldorf, 29-31 de mayo de 1922.

En terminología marxista, particularmente desarrollada por Gramsci, la labor del intelectual es, bien la justificación ideológica de la superestructura político-ideológica existente, en beneficio del predominio social de la clases dominantes; bien su crítica, en beneficio de las clases dominadas. Sobre todo en este último caso, el intelectual, aún proviniendo personalmente de una clase superior, puede optar por el compromiso con la condición de los más desfavorecidos, trabajando intelectualemente para ellos como intelectual orgánico, lo que incluye su desclasamiento. Así se entendería la posición del propio Karl Marx. Es más habitual el caso contrario: el desclasamiento de un intelectual personalmente proveniente de una clase inferior que pasa a identificarse con los intereses de la clase dominante.
No obstante, el desprecio y la desconfianza por la condición del intelectual fue una constante del movimiento obrero en general y del comunismo en particular, sobre todo durante el estalinismo, en que el intelectualismo (término a no confundir con el intelectualismo entendido como actitud filosófica) era uno de los desviacionismos perseguidos y reprimidos mediante violentas purgas; oponiéndolo al obrerismo, la valoración de la condición de los que se habían formado en la lucha del movimiento obrero desde el trabajo manual. En el entorno de la española Dolores Ibárruri (La Pasionaria) durante su exilio en la Unión Soviética se acuñó la expresión, utilizada como insulto, intelectuales cabezas de chorlito. Otra similar, muy extendida, era tonto útil. También solía asociarse con el concepto genérico de pequeñoburgués.
De un modo contrario, era elogiosa la expresión compañero de viaje, que no obstante, era también utilizada peyorativamente, sobre todo desde una óptica anticomunista. Propiamente hacía referencia a quien colaboraba estrechamente con el partido, aunque no militara en él. No debe confundirse con el término maoísta zǒu zī pài, traducido al inglés como capitalist roader ("compañero de ruta capitalista").
La apropiación semántica de la palabra "intelectual" por la orientación ideológica "progresista" o "de izquierdas" se produjo de un modo evidente a partir del periodo de entreguerras (en un momento en que el fascismo se definía como antiintelectualismo y el liberalismo se consideraba explícitamente en crisis o "decadencia"). Se ha destacado el papel que tuvo Willi Münzenberg para lograr que un gran número de intelectuales de todo el mundo (lo que se denominaba "fuerzas del arte y de la cultura") demostraran algún grado de comprensión o simpatía (no necesariamente apoyo o adhesión) hacia el régimen soviético.

## Función del intelectual
Una de las funciones que los intelectuales públicos deben desarrollar es, según Amitai Etzioni, cuidar de las "communities of assumptions" ("suposiciones colectivas") que sostienen los ciudadanos. Además de ello, renovar, recrear, rehacer, reconstruir, abrir, imaginar o transformar esas asunciones sociales compartidas que, resistentes al cambio, tienden a rutinizar su existencia en términos de tradiciones establecidas. El intelectual, al abrirse a las interpretaciones alternativas de la realidad, amplía la perspectiva de los ciudadanos y trata de transformar el mundo mediante la palabra.
Paul Berman ha señalado el problema que tiene para los intelectuales la pérdida de un público atento que escuche.